# Erevan
Pour les articles homonymes, voir Erevan (homonymie).
Vous lisez un « article de qualité » labellisé en 2008.
Erevan ou Yerevan (en arménien : Երևան, Yerevan, /jɛ.ɾɛ.ˈvɑn/) est la plus grande des villes d’Arménie et sa capitale depuis 1918, la douzième depuis les origines de l’Arménie. La ville actuelle est en partie fondée sur l'ancienne cité urartéenne d'Erebouni. Elle est située dans l'ouest du pays, à l'extrémité orientale de la plaine de l'Ararat, au-dessus des gorges de la rivière Hrazdan.
Elle connaît une histoire mouvementée faite de batailles, de pillages, d'incendies et de séismes pendant plus de 2 500 ans, devient la capitale de l'éphémère première République d'Arménie après la Première Guerre mondiale et recueille une partie des rescapés du génocide arménien. La ville s'étend rapidement au XXe siècle lorsque l'Arménie devient une des quinze républiques de l'URSS. D'une petite bourgade de quelques milliers d'habitants sous la première République, elle devient en moins de cinquante ans le principal centre culturel, artistique et industriel du pays, ainsi que le siège de ses institutions politiques.
En 2018, la population d’Erevan est estimée à 1 081 800 habitants et son agglomération très peu étendue autour de la ville regroupe avec ses 1 980 000 habitants plus de 42 % de la population arménienne. Ses habitants sont appelés les Érévanais et les Érévanaises.
Erevan a été nommée capitale mondiale du livre 2012 par l'UNESCO. Erevan est membre associé d'Eurocities.

## Étymologie et symboles

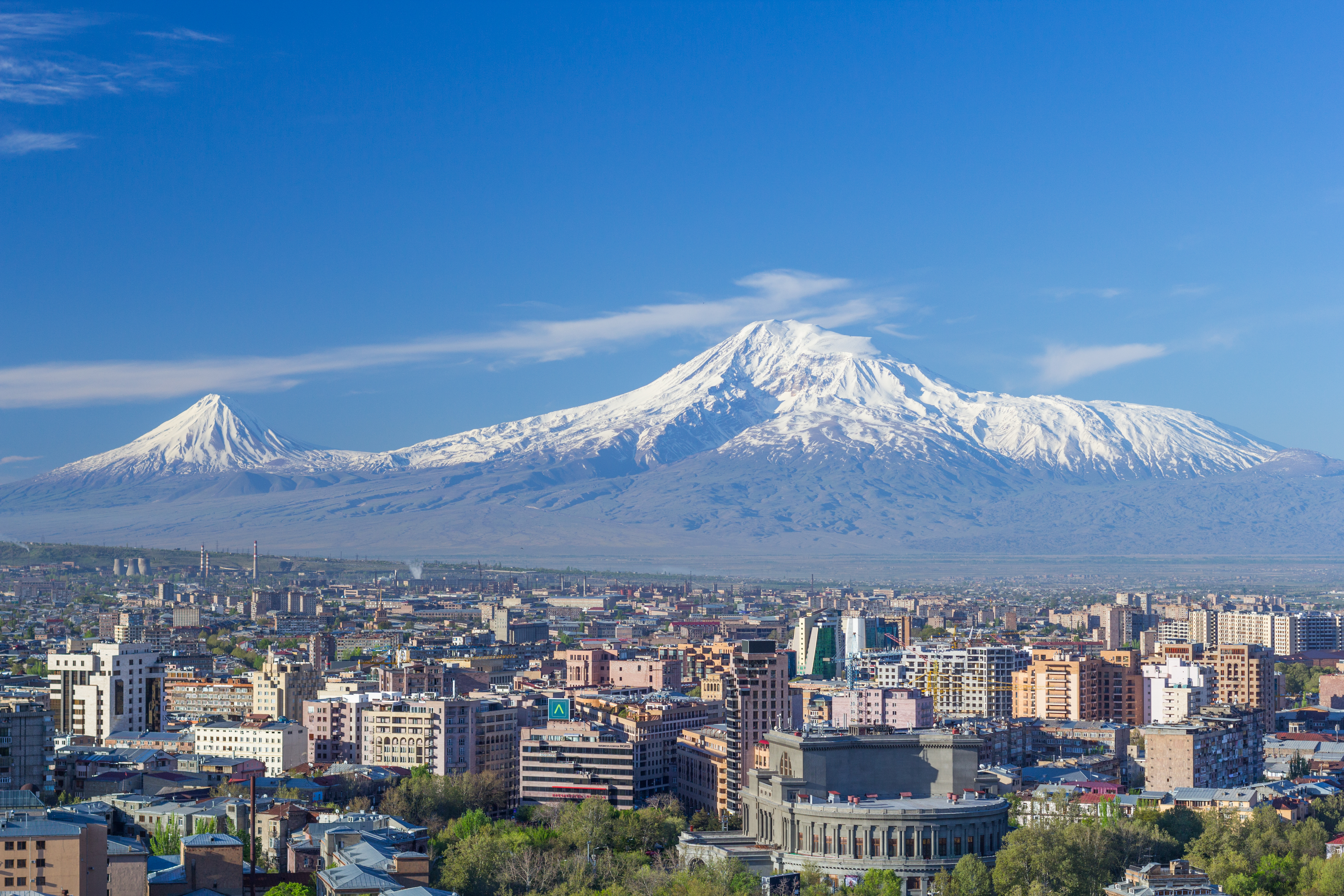
Le mont Ararat, symbole naturel de la ville

Le nom Erevan trouve son origine dans celui de la forteresse urartéenne d'Erebouni, érigée à côté du centre-ville actuel et dont il ne subsiste que des ruines. C'était à l'époque une des principales villes de l'Urartu. De nos jours, Erebouni (et son musée Erebouni), un des douze districts d'Erevan, abrite les ruines de la forteresse.
Le principal symbole de la ville d'Erevan est le mont Ararat, situé en Turquie, visible par beau temps depuis n'importe quel endroit de la ville.
Les armes de la ville reprennent le symbole du lion couronné déjà utilisé par la République d'Arménie. Il représente le royaume arménien fondé par le premier roi de Cilicie, Lévon II (dont le nom est apparenté à leo, lion en latin). Ce symbole héraldique fréquemment utilisé en Orient et en Occident évoque force et majesté. Le lion de Lévon est représenté couronné comme tous les rois de la dynastie roupénide, un sceptre à la patte antérieure droite, un bouclier — sur lequel est dessiné le mont Ararat — sur la poitrine et sous sa forme orientale : marchant à quatre pattes (« passant ») et la tête de face. La municipalité d'Erevan opte pour un mélange des représentations orientale et occidentale : le lion est marchant mais tête de profil.
Depuis 2004, Erevan s'est dotée d'un hymne, Erébouni-Yerevan, écrit par Parouir Sévak et composé par Edgar Hovhannissian en 1968 à l'occasion du 2 750e anniversaire de sa fondation, sélectionné à l'issue d'un concours pour représenter au mieux la ville, et d'un drapeau, reprenant les armes de la ville. Le drapeau reprend l'écu avec le lion. Celui-ci est sur fond blanc, entouré de douze petits triangles rouges représentant les douze capitales successives de l'Arménie.

## Histoire

### Antiquité

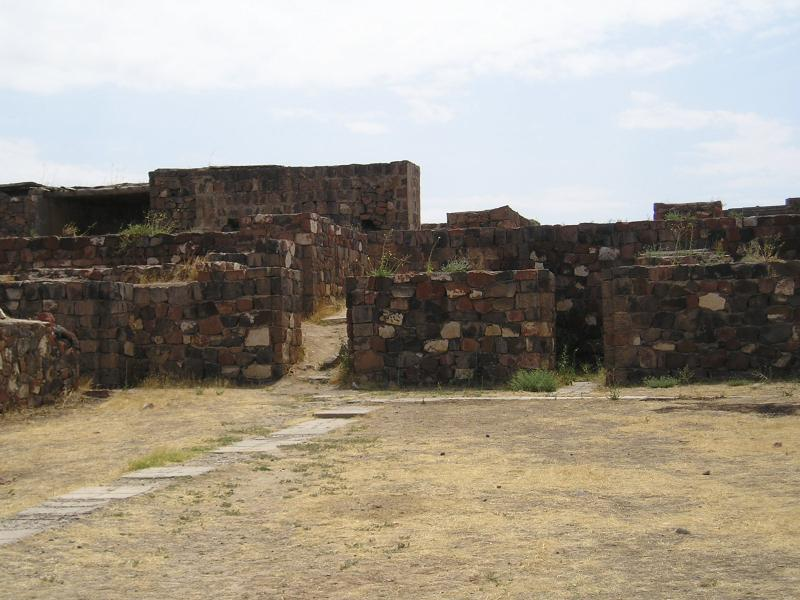
Ruines de la forteresse d'Erebouni.

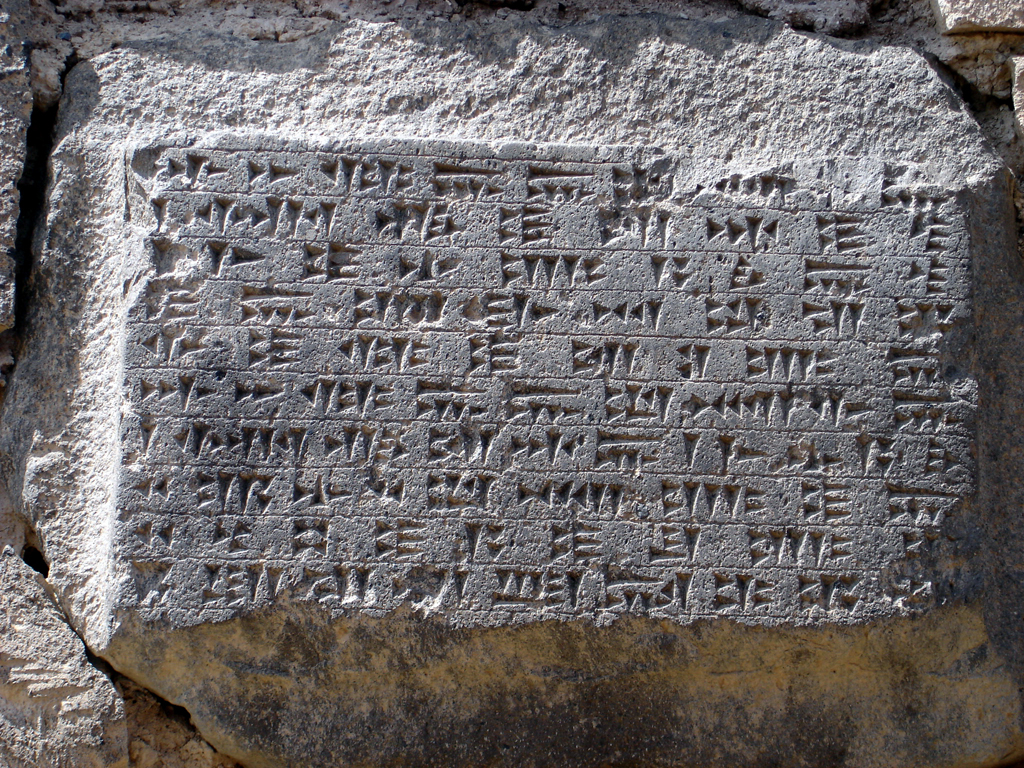
L'« acte de naissance » d'Erevan.

Erevan est une ville ancienne qui possède son « certificat de naissance » : une inscription cunéiforme gravée dans la pierre sur ordre du roi Argishti Ier en 782 av. J.-C. témoigne que celui-ci fit construire une forteresse militaire pour se défendre des attaques en provenance du nord Caucase et la nomma Erebouni (origine du nom « Erevan ») — bien qu'il y ait des traces d'occupation antérieure. C'est à cette époque de la puissance urartéenne que la ville se dote de canaux d'irrigation et d'un réservoir. Un siècle plus tard, pour pallier l'abandon d'Erebouni, le roi Rusa II fait édifier quelques kilomètres plus au nord la forteresse de Teishebani. La ville est alors la capitale de la province nord et sert d'entrepôt des produits collectés à titre de redevances avant d'être redirigés vers le centre du royaume, Tushpa. Mais la cité est pillée et incendiée en 590 av. J.-C. par les Mèdes alliés aux Scythes.
À la fin de l'époque urartéenne, la dynastie des Ervandounis ou Orontides régnant sur le pays contribue grandement au redressement de la ville. Du VIe au IVe siècle av. J.-C., elle est l'un des principaux centres de la satrapie arménienne de l'Empire achéménide.
Du fait de l'absence de données, preuves ou témoignages historiques, la période entre le IVe siècle av. J.-C. et le IIIe siècle apr. J.-C. est connue comme l'âge sombre d'Erevan.

### Moyen Âge

Reconstitution de l'étendard des Bagratides.

Le développement de la ville est intense au début du Moyen Âge (vers les Ve et VIe siècles), et la première église d'Erevan, l'église Saints-Pierre-et-Paul, est bâtie au Ve siècle (elle s'effondre en 1931). Après plusieurs tentatives dans les années 640, les Arabes s'emparent de la ville en 658. Elle est alors la deuxième plus importante ville de la région après Dvin qui restera le principal centre économique de la plaine d'Ararat jusqu'au XIe siècle. Les Arabes tentent de mettre à pied la population arménienne, notamment par des conversions massives, mais une forte résistance les oblige à pactiser. Dès lors, les califes successifs tolèrent le christianisme et offrent une large autonomie aux Arméniens. Erevan connaît un siècle de paix et de prospérité jusqu'aux révoltes de 740. La ville est alors pillée et certains quartiers brûlés ; elle ne retrouve une certaine autonomie qu'en 850 avec le futur roi d'Arménie Achot Ier en tant que gouverneur, sous le titre de « prince des princes », qui marque le début de la dynastie des Bagratides.
En 920, avec l'appui de Byzance, le roi Achot II réintègre Erevan et sa région au royaume. Au Xe siècle, forte de sa puissance militaire et économique, Erevan devient le véritable centre de l'Arménie orientale. Elle fait partie jusqu'au XIe siècle du royaume des Bagratides, mais est secrètement offerte aux Byzantins en 1023 avant de passer aux mains des Seldjoukides. À la mort du roi en 1041, l'empereur byzantin Michel V réclame et obtient Erevan, Ani et la plaine de l'Ararat. Mais une seconde attaque seldjoukide est fatale à la région, les Byzantins se retirent dans la ville d'Ani. Traditionnellement violents, les Seldjoukides pillent, brûlent et détruisent Erevan. Ils laissent une ville à l'abandon, des cadavres plein les rues, et prennent finalement le contrôle de tout le royaume en 1064. Au XIIe siècle, la Géorgie devient une puissance militaire régionale et accepte de s'associer aux Arméniens pour repousser les Seldjoukides. Erevan est reprise en 1201, se reconstruit et connaît durant vingt ans un « âge d'or ». À partir de 1225, les invasions turcomanes et mongoles se succèdent et ces derniers finissent par gouverner la ville avec une certaine tolérance envers les chrétiens. En 1256 Erevan devient la capitale d'un des quatre ulus (régions) de l'Empire mongol. À la fin du XIIIe siècle, la conversion de Ghazan Khan à l'islam et le nomadisme mongol mettent un frein au développement de la région. Tout le pays connaît alors une famine et la population préfère fuir en laissant une nouvelle fois Erevan à l'abandon. En 1387, Tamerlan pille et ravage la ville et sa région, après plusieurs vagues d'invasions.

### Temps modernes

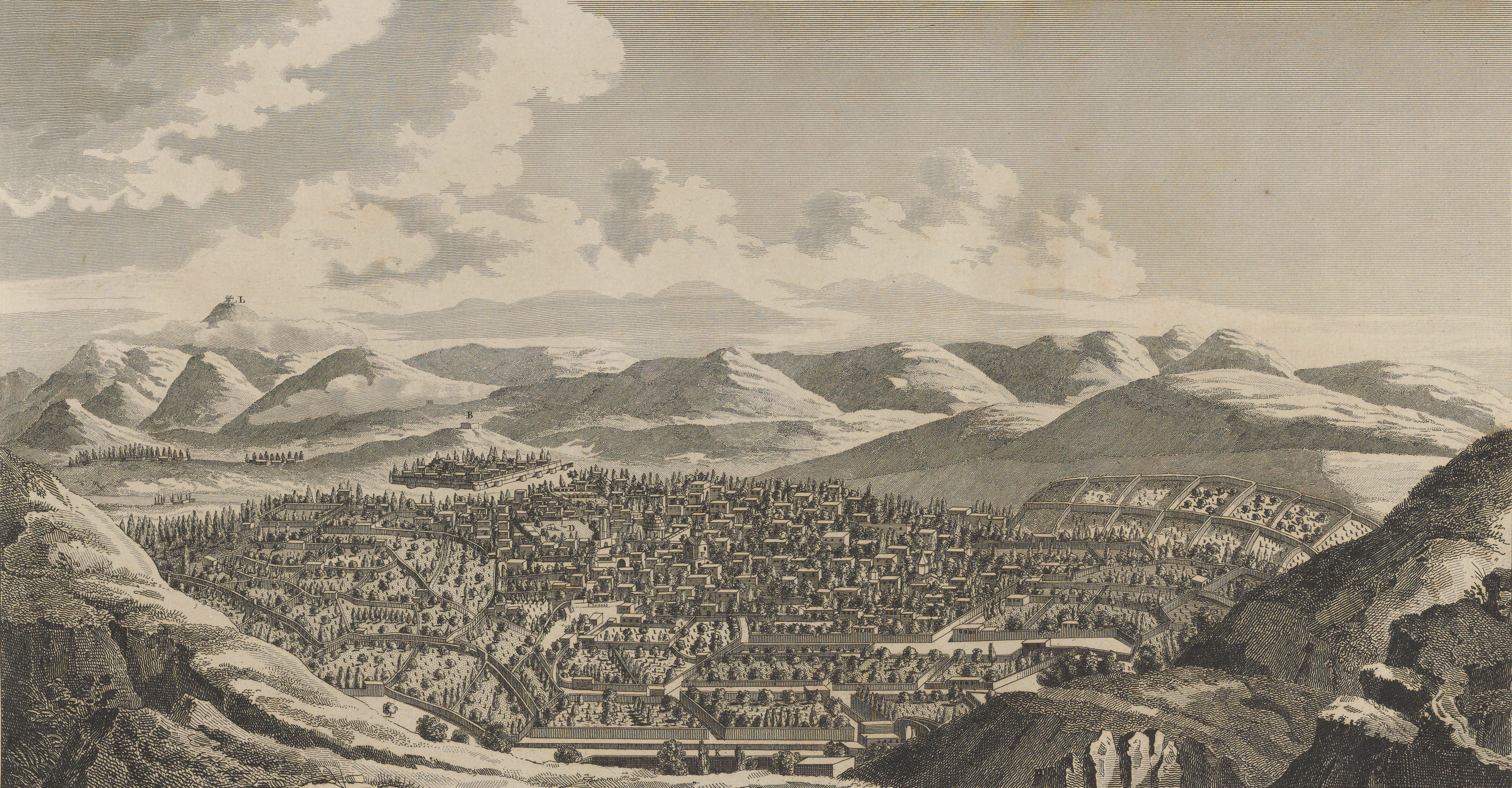
Erevan d'après un dessin de Jean Chardin, 1672.

Les XVIe et XVIIe siècles sont une autre période sombre de la ville : d'abord sujet de la Perse, elle devient ensuite un champ de bataille entre Perses et Turcs, puis, au fil des siècles, les attaques répétées des Arabes et des Mongols et enfin le terrible séisme de 1679 finiront de détruire quasiment toute la ville. Quelques rares vestiges sont encore visibles de nos jour.

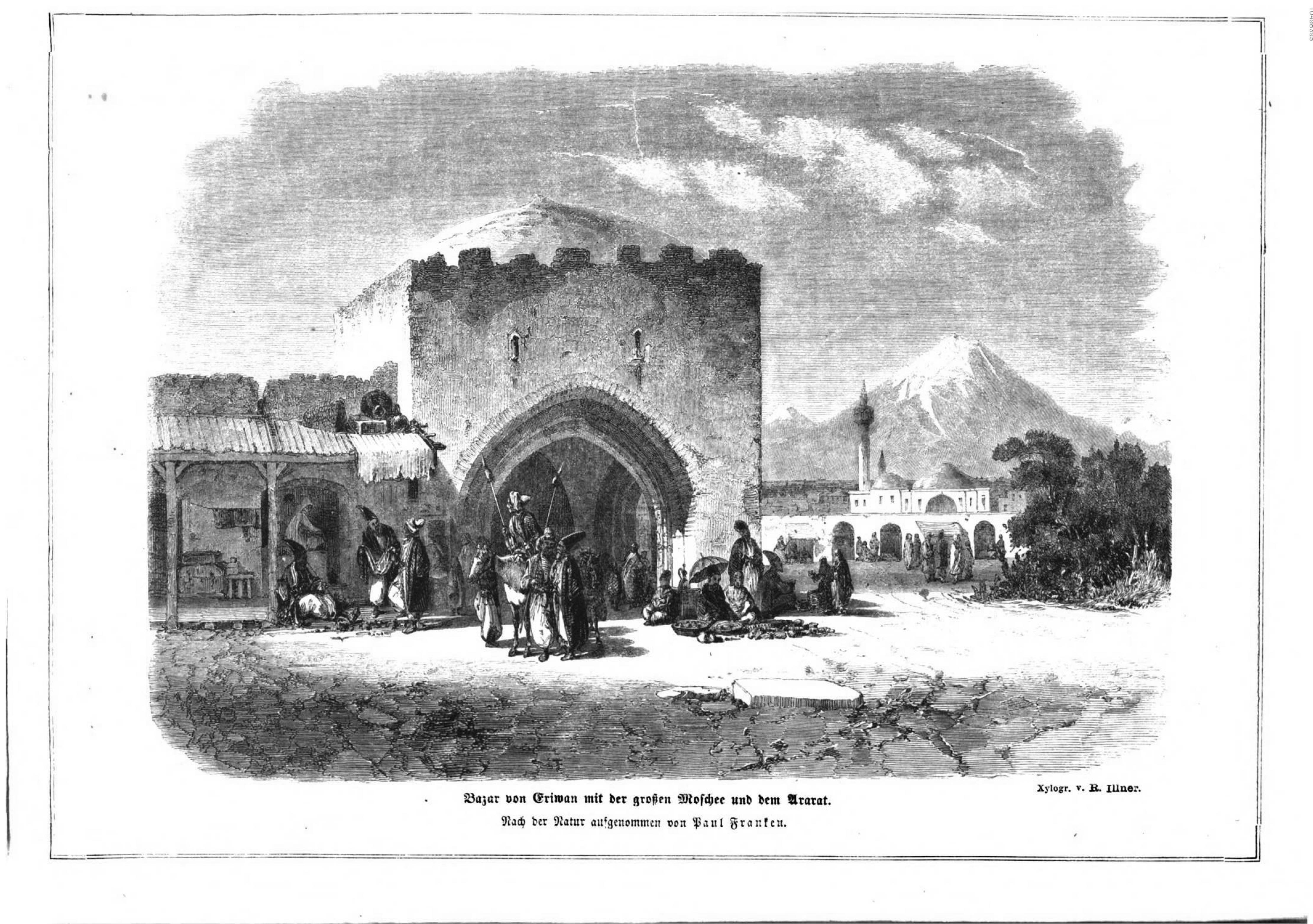
Le bazar d'Erevan, Die Gartenlaube, 1861.

Lorsqu'elle est occupée par les Russes, vers 1827, la ville ne compte que 12 500 habitants dont près de la moitié n'est pas arménienne. La paix revenue, la croissance démographique reprend lentement et la ville obtient le statut de capitale de province, puis de gouvernement à partir de 1849. En 1850, le journaliste français Adolphe Joanne écrit à propos de la ville : « …la ville est fort triste. Ce ne sont partout que petites ruelles tortueuses bordées de hautes murailles en terre glaise qui cachent les jardins… Le bain n'est ni commode ni propre. Le caravanséraï ne mérite pas une visite. Les bazars sont grands mais à moitié déserts et mal approvisionnés ».

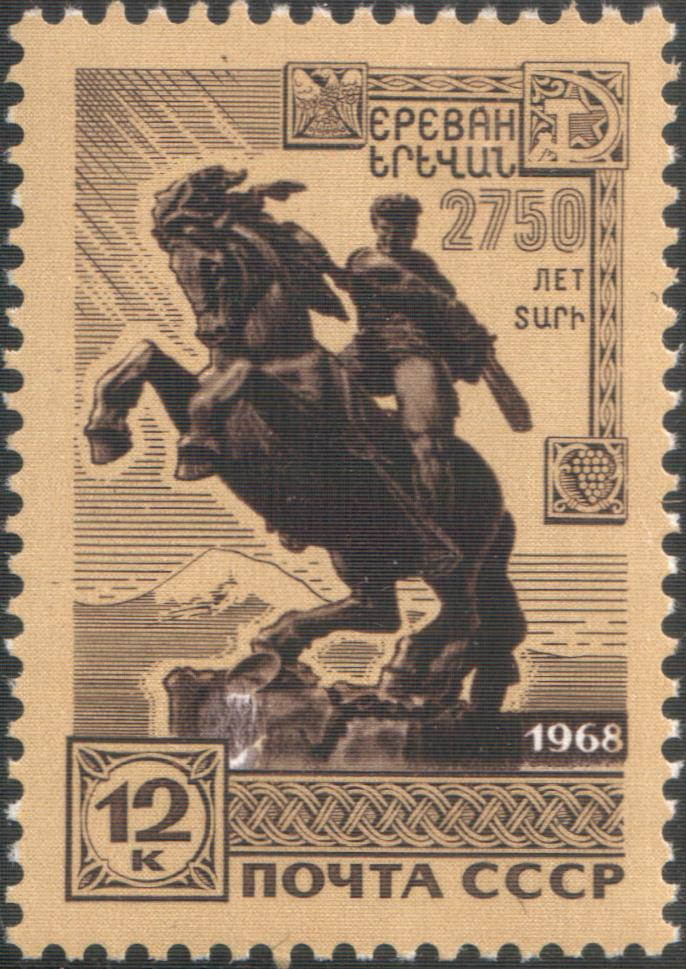
Timbre de l'époque soviétique avec la statue de David Sassountsi.

Au début du XXe siècle Erevan n'est qu'une petite bourgade de province de 30 000 habitants aux portes de l'Empire russe. En 1918 elle est déclarée capitale de la nouvelle République indépendante de l'Arménie et devient ainsi le centre de l'Arménie indépendante jusqu'en 1920. L'urbaniste en chef Alexandre Tamanian remodèle toute la ville pour la transformer en capitale digne de cette république. Cette croissance exceptionnelle bouleverse totalement le visage de cette cité avec la construction de nouveaux quartiers, routes, ponts, d'un aéroport international, et entre autres de l'installation du métro en 1980.
Erevan reste la capitale de l'Arménie à sa soviétisation le 29 novembre 1920 avant de céder face à Tbilissi qui devient la capitale de la République socialiste fédérative soviétique de Transcaucasie en 1922. À son éclatement en 1936 Erevan redevient la capitale de la République socialiste soviétique d'Arménie et enfin celle de la troisième république à l'indépendance du pays en 1991.
Les manifestations en faveur de l'indépendance du Haut-Karabagh en 1988 sont une des conséquences de la mise en œuvre de la perestroïka en Union soviétique et de la volonté d'indépendance des quinze républiques soviétiques. Le séisme du 7 décembre 1988 ralentit le processus et l'Arménie est l'une des dernières républiques à obtenir son indépendance.
Après la sévère crise économique des années 1990, due en partie au blocus imposé par la Turquie et l'Azerbaïdjan, la croissance est de retour durant les années 2000 et le visage d'Erevan évolue très rapidement.

## Géographie

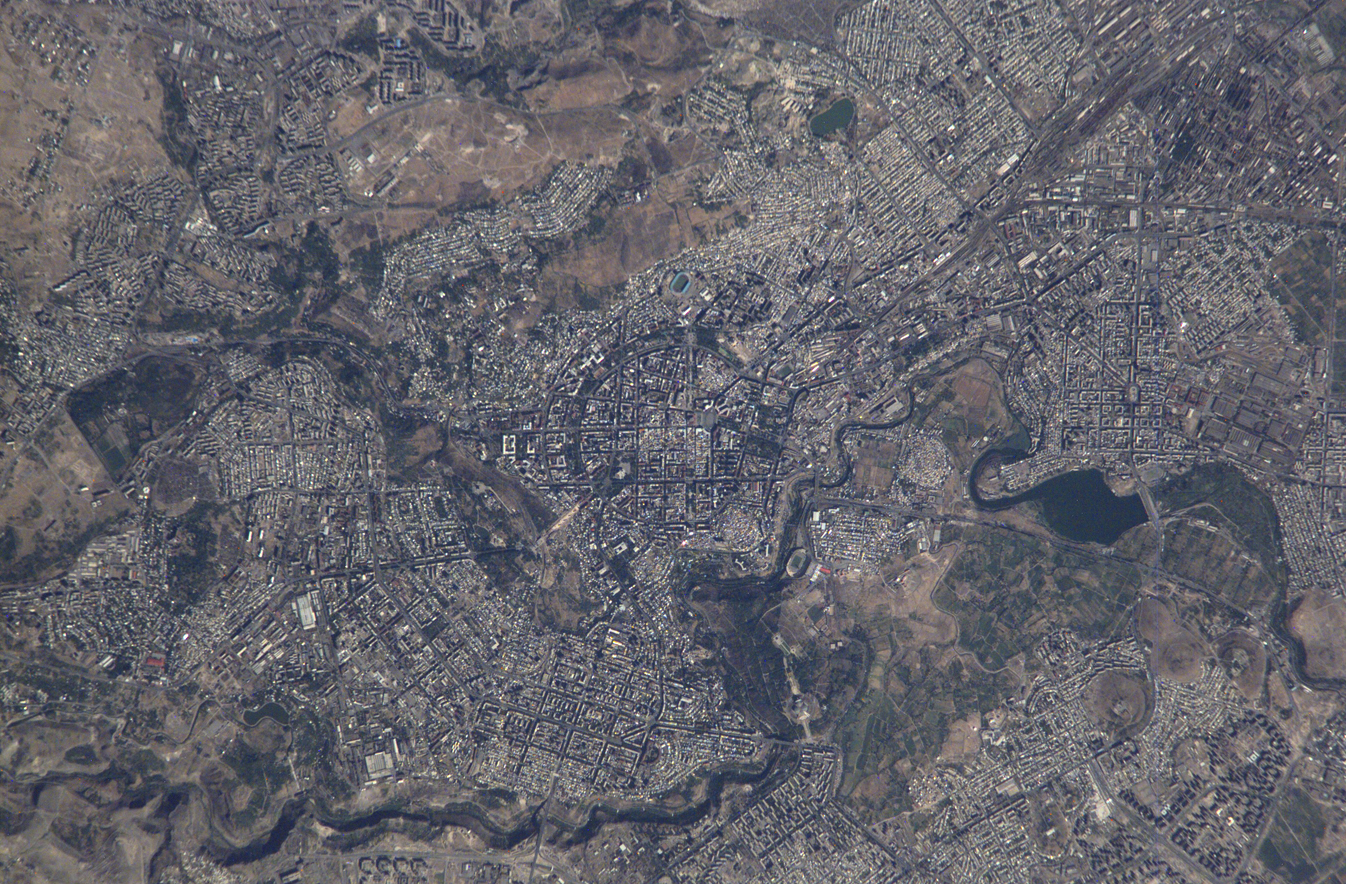
Vue satellite d'Erevan, autour de la Hrazdan, avec le lac Erevanian (à droite).

### Topographie et situation
- Altitude : moyenne 990 m - min. 865 m - max. 1 390 m[27].
- Situation : au bord de la rivière Hrazdan, au nord-est de la plaine d'Ararat.

Erevan se situe au centre-ouest du pays, à l'extrémité nord-est de la grande plaine d'Ararat, là où débutent les reliefs de plateaux et montagnes. Elle est construite sur sept collines, ce qui donne à la capitale arménienne sa physionomie marquée : certains de ses quartiers sont situés en plaine, d'autres sur les collines, en bord de falaise ou même en montagne, à plus de 1 300 mètres d'altitude.
Les quartiers sud et sud-ouest de la ville se trouvent à 900 mètres d'altitude, en bordure de la plaine d'Ararat. Le temps y étant très chaud et peu venteux en été, ce sont surtout des quartiers populaires ou des quartiers industriels où le développement économique est moins important qu'ailleurs. On y trouve les deux aéroports de la ville, plusieurs dizaines d'usines à l'abandon, ainsi qu'en grande banlieue, plusieurs centrales électriques, dont la centrale nucléaire de Metsamor située à trente kilomètres à l'ouest
Le centre-ville et les quartiers nord-ouest également situés dans la partie basse de la ville, à quelque 950-1 000 m, sont construits autour des collines du Tsitsernakaberd et du canyon de la rivière Hrazdan, le seul endroit frais de la zone centrale en été. Plusieurs dizaines de restaurants et de clubs s'y sont d'ailleurs installés et les touristes et les Érévanais aiment s'y rafraîchir lors des soirées estivales. Le district du Kentron (centre-ville) est situé sur la rive droite, tandis que la rive gauche abrite le district beaucoup plus populaire d'Ajapnyak. Les sols sableux et le climat aride rendent l'air poussiéreux. À la sortie ouest de la ville, la rivière se jette dans le lac Erevanian sur les rives duquel a été construite l'ambassade des États-Unis.

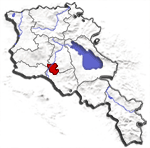
Situation de l'agglomération au sein de l'Arménie.

Le nord et l'est de la ville, en altitude (jusqu'à 1 300 m), boisés et frais en été, sont les quartiers les plus prisés, notamment les districts d'Avan, Nork-Marach, Arabkir et Kanaker-Zeytun. Le panorama sur le mont Ararat et sa plaine est quasi-omniprésent. C'est en outre à l'est, sur une petite colline, que se trouvent les ruines de la forteresse d'Erebouni qui est à l'origine de la ville.
Erevan, contrairement aux autres villes d'Arménie, ne fait pas partie d'un marz (région), étant elle-même une communauté spécifique,, entourée au nord par le marz de Kotayk, au sud par celui d'Ararat, au sud-ouest par celui d'Armavir et au nord-ouest par celui d'Aragatsotn.

### Climat
Erevan a un climat continental du fait de sa situation dans une plaine entourée de montagnes et de son éloignement de la mer et de ses influences. Ce climat est plus ou moins affirmé selon les quartiers de la ville : en altitude, il peut parfois être altéré par une influence de climat montagnard (nuits plus fraîches et orages plus fréquents en été, gelées et chutes de neige plus abondantes en hiver). La ville possède un ensoleillement annuel moyen approchant les 2 700 heures.
Les hivers sont rudes partout (chutes de neige et gelées courantes) et les étés souvent très chauds (il peut faire jusqu'à 35 °C, voire 40 °C dans la plaine de l'Ararat). Les rares précipitations (318 mm/an) sont souvent dues à de violents orages d'été.
| Mois                                  | jan.       | fév.      | mars       | avril      | mai       | juin      | jui.      | août     | sep.     | oct.      | nov.       | déc.       | année      |
| ------------------------------------- | ---------- | --------- | ---------- | ---------- | --------- | --------- | --------- | -------- | -------- | --------- | ---------- | ---------- | ---------- |
| Température minimale moyenne (°C)     | −7,8       | −5,4      | 0,9        | 6,4        | 10,8      | 15,1      | 19,1      | 18,9     | 13,2     | 7,1       | 0,1        | −4,9       | 6,1        |
| Température moyenne (°C)              | −3,5       | 0         | 7          | 12,9       | 17,7      | 23,1      | 26,8      | 26,7     | 21,4     | 14        | 5,8        | −0,8       | 12,6       |
| Température maximale moyenne (°C)     | 1,7        | 6,3       | 13,7       | 19,8       | 25,1      | 30,9      | 34,5      | 34,4     | 29,2     | 21,6      | 12,8       | 4,2        | 19,3       |
| Record de froid (°C) date du record   | −27,6 2008 | −26 1928  | −19,1 1985 | −10,2 2004 | −0,6 1945 | 3,7 1978  | 7,5 1886  | 7,9 1928 | 0,1 1921 | −6,5 1889 | −14,4 1948 | −28,2 2002 | −28,2 2002 |
| Record de chaleur (°C) date du record | 19,5 1979  | 19,6 1955 | 27,6 2018  | 35 2008    | 36,1 2021 | 41,1 2021 | 42,4 2018 | 42 2011  | 40 2006  | 34,1 1945 | 26 1990    | 20 1998    | 42,4 2018  |
| Ensoleillement (h)                    | 93         | 108       | 162        | 177        | 242       | 297       | 343       | 332      | 278      | 212       | 138        | 92         | 2 474      |
| Précipitations (mm)                   | 21         | 21        | 60         | 56         | 47        | 24        | 17        | 10       | 10       | 51        | 25         | 21         | 363        |
| dont neige (cm)                       | 5          | 3         | 1          | 0          | 0         | 0         | 0         | 0        | 0        | 0         | 0          | 1          | 10         |
| Nombre de jours avec précipitations   | 2          | 4         | 8          | 12         | 12        | 8         | 5         | 4        | 4        | 8         | 7          | 4          | 78         |
| Humidité relative (%)                 | 81         | 74        | 62         | 59         | 58        | 51        | 47        | 47       | 51       | 64        | 73         | 79         | 62         |
| Nombre de jours avec neige            | 7          | 7         | 2          | 0,2        | 0         | 0         | 0         | 0        | 0        | 0,1       | 1          | 5          | 22         |
| Nombre de jours d'orage               | 0,03       | 0,2       | 1          | 7          | 12        | 13        | 9         | 8        | 5        | 3         | 0,3        | 0,1        | 59         |
| Nombre de jours avec brouillard       | 15         | 7         | 3          | 1          | 1         | 0,2       | 0,1       | 0,1      | 1        | 1         | 4          | 12         | 45         |

| Diagramme climatique                                  |           |           |           |            |            |            |            |            |           |           |           |
| J                                                     | F         | M         | A         | M          | J          | J          | A          | S          | O         | N         | D         |
| 1,7−7,821                                             | 6,3−5,421 | 13,70,960 | 19,86,456 | 25,110,847 | 30,915,124 | 34,519,117 | 34,418,910 | 29,213,210 | 21,67,151 | 12,80,125 | 4,2−4,921 |
| Moyennes : • Temp. maxi et mini °C • Précipitation mm |           |           |           |            |            |            |            |            |           |           |           |

### Risques naturels
L'Arménie entière est située dans une zone à forte activité sismique. Elle est en effet à la limite convergente (zone de subduction) des plaques arabique et eurasienne,.
Le pays, et Erevan en particulier, a déjà subi plusieurs séismes importants par le passé. Le plus récent et le plus marquant est le séisme du 7 décembre 1988 dont l'épicentre était situé à une centaine de kilomètres au nord dans la région de Spitak, et qui a fait entre trente mille et cent mille morts. D'une magnitude de 6,9 sur l'échelle de Richter, ses secousses furent ressenties jusque dans la capitale dont plusieurs centaines de bâtiments furent éprouvés mais restèrent debout. Déjà au XVIIe siècle, un séisme semblable avait frappé la région et détruit une grande partie de la ville.
Aujourd'hui, certains sismologues arméniens craignent un séisme catastrophique qui ravagerait toute la ville et ferait plusieurs centaines de milliers de morts. Les inquiétudes sont surtout fondées sur le fait que la plupart des bâtiments érévanais sont soit fragilisés par le séisme de 1988, soit construits aux anciennes normes soviétiques qui sous-estimaient largement les risques réels ; 40 % des constructions de la ville ne satisferaient pas les normes sismiques requises.

## Politique

### Capitale
Erevan est la capitale de l'Arménie depuis la Première république en 1918. Alors petite capitale du gouvernement russe arménien et située dans la plaine de l'Ararat, terre ancestrale des Arméniens, c'est logiquement qu'elle s'impose comme capitale de la toute jeune république.
Lorsque l'Arménie devient une république de l'Union soviétique, Erevan en reste la capitale et héberge toutes les institutions politiques de la république. En 1991, à l'avènement de la troisième république arménienne, Erevan reste le centre politique du pays et accueille toutes les institutions nationales : parlement, ministères, palais présidentiel, organismes publics et institutions judiciaires.

### Municipalité

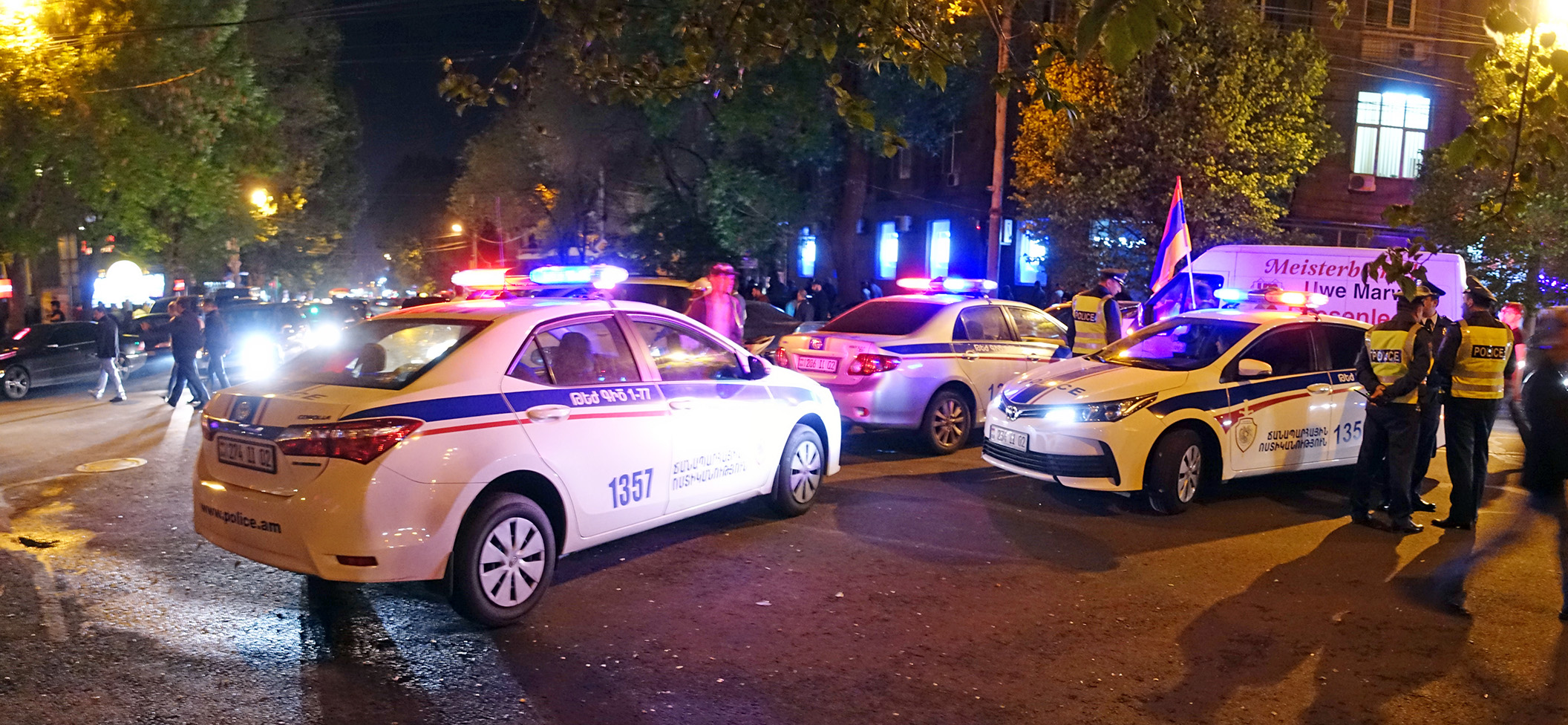
Véhicules de la police municipale d'Erevan

Depuis le 15 janvier 2009 et la ratification présidentielle de la nouvelle loi relative à Erevan, la ville est une « communauté urbaine » ; la loi prévoit notamment l'élection du maire par le conseil municipal pour un mandat de quatre ans. À cette fin, le Conseil a été renouvelé lors des élections du 31 mai 2009.
La structure du pouvoir dans la ville est composée depuis lors de la manière suivante :
- le maire, élu au sein du conseil pour un mandat de quatre ans[41], assisté de quatre vice-maires dirigeant douze bureaux (dont les finances, les transports, l'emploi, etc.)[42] ;
- le conseil de 65 membres élus au suffrage universel pour un mandat de quatre ans[41] ; et
- les douze représentants du maire dans chacun des districts administratifs de la ville[41].

Hambartsoum Galstian a été en même temps le dernier maire de la deuxième république et le premier de la troisième. Depuis l'avènement de celle-ci en 1991, huit maires se sont succédé. Yervand Zakarian est le maire d'Erevan de 2003 jusqu'en mars 2009, date à laquelle le président Serge Sargsian le remplace en nommant Gagik Beglarian en prévision de l'élection municipale du 31 mai. Élu, celui-ci démissionne cependant le 8 décembre 2010 ; Karen Karapetian lui succède le 20 décembre suivant. Il démissionne à son tour le 28 octobre 2011 et est remplacé par Taron Margarian. À la suite des élections municipales du 5 mai 2013, il entame son second mandat le 11 juin 2013. Le 9 juillet 2018, Margarian démissionne de son mandat à la suite d'une enquête policière qui révèle des pratiques de corruption. En octobre suivant, Haïk Maroutian est élu maire.
Depuis 1998, la ville est membre de l'Association internationale des maires francophones (AIMF).
En plus de la police nationale et de la police de la route, Erevan possède une police municipale. Ces trois corps de maintien de l'ordre travaillent généralement ensemble.

### Districts
Erevan est divisée en douze districts (Համայնք).
Chaque district est lui-même divisé en quartiers (Թաղամաս). Un district peut compter jusqu'à sept quartiers.

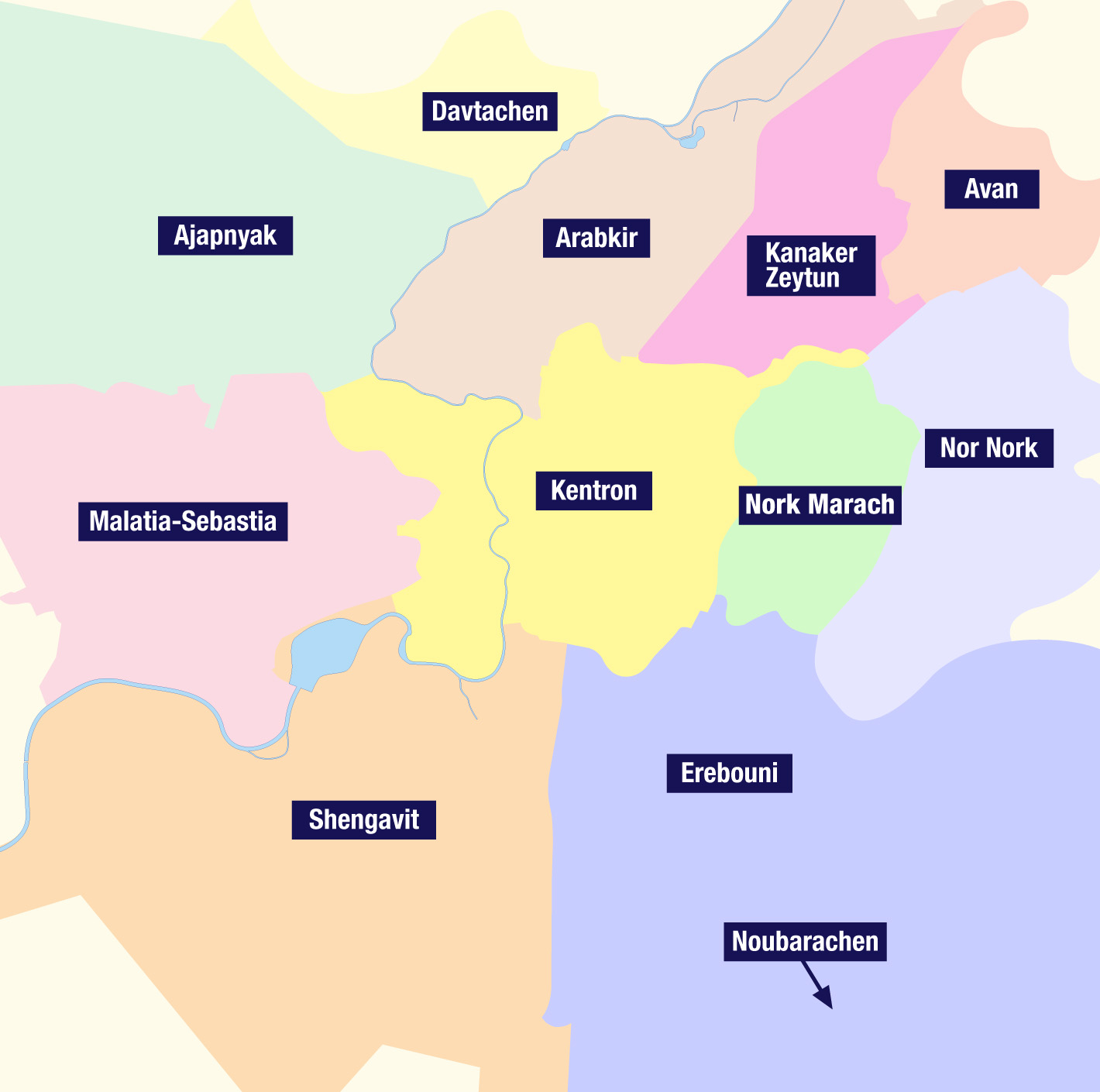
Les douze districts d'Erevan

| Districts (Համայնք)               | Nombre d'habitants | Superficie | Quartiers (Թաղամաս)                                                                  |
| --------------------------------- | ------------------ | ---------- | ------------------------------------------------------------------------------------ |
| Ajapnyak Աջափնյակ                 | 125 800            | 25,8 km2   | Ajapnyak, Norachen, Nazarbekian, Silikian, Lukachin, Haghtanak, Vahakni              |
| Arabkir Արաբկիր                   | 150 200            | 12,5 km2   | Nor Arabkir, Aygedsor                                                                |
| Avan Ավան                         | 50 400             | 8,7 km2    | Avan, Avan Arech 1 et 2                                                              |
| Davtachen Դավթաշեն                | 50 500             | 6,1 km2    | Davtachen, Narek                                                                     |
| Erebouni Էրեբունի                 | 126 200            | 48,41 km2  | Erebouni, Nor Arech, Sari Tagh, Vardachen, Muchavan, Verin Jrachen                   |
| Kanaker-Zeytun Քանաքեր-Զեյթուն    | 102 700            | 10 km2     | Kanaker, Nor Zeytun                                                                  |
| Kentron Կենտրոն                   | 179 100            | 14,20 km2  | Pokr Kentron, Noragyugh, Nor Kilikia, Aygestan, Kond                                 |
| Malatia-Sebastia Մալաթիա-Սեբաստիա | 158 700            | 25,80 km2  | Nor Malatia, Nor Sebastia, Zoravar Antranik, Shahumian, Araratian                    |
| Nork-Marach Նորք-Մարաշ            | 14 600             | 4,60 km2   | Nork, Nor Marach                                                                     |
| Nor Nork Նոր Նորք                 | 132 100            | 14,47 km2  | Nor Nork                                                                             |
| Noubarachen Նուբարաշեն            | 9 300              | 18,11 km2  | Noubarachen                                                                          |
| Shengavit Շենգավիթ                | 146 100            | 4,05 km2   | Nerkin Shengavit, Verin Shengavit, Koghb, Nerkin Charbakh, Verin Charbakh, Noragavit |

## Démographie
À l'origine un petit village, Erevan est devenue en même temps que la capitale de l'Arménie, une grande ville de plus d'un million d'habitants. Alors qu'en 1827 la ville ne compte encore que de six parcs publics, 851 boutiques, sept caravansérails, dix bains publics et 1 736 petites maisons en pierre habitées par 12 500 âmes, ce sont plus de 1 200 000 habitants qui peuplent la ville en 1989, soit un tiers de la population totale du pays.
Jusqu'à la dislocation de l'Union soviétique, la population était majoritairement composée d'Arméniens mais aussi de minorités russe, kurde, azérie et iranienne. La minorité azérie a complètement disparu à la suite de la guerre du Haut-Karabagh entre 1988 et 1994, et la crise économique des années 1990 a fait fuir une grande partie de la population russe. Aujourd'hui, les Érévanais sont principalement arméniens.
Comme dans le reste du pays et des autres anciennes républiques soviétiques, beaucoup de personnes ont fui vers l'étranger — principalement l'Europe et l'Amérique du Nord — en raison de la crise économique. La population d'Erevan a chuté de près de 1 250 000 en 1989 à 1 103 488 en 2001, 1 091 235 en 2003 et 1 081 800 habitants en 2018. La population de l'agglomération s'élève à 1 980 000 habitants en 2016.
Erevan est la moins peuplée des trois capitales du Caucase.
| 1827   | 1897   | 1917   | 1923   | 1926   | 1939    | 1959    | 1970    | 1975    |
| ------ | ------ | ------ | ------ | ------ | ------- | ------- | ------- | ------- |
| 10 000 | 29 006 | 34 000 | 48 163 | 62 180 | 204 214 | 509 340 | 766 705 | 899 000 |

| 1979      | 1989      | 1998      | 2003      | 2006      | 2007      | 2018      | 2021      | - |
| --------- | --------- | --------- | --------- | --------- | --------- | --------- | --------- | - |
| 1 019 213 | 1 201 539 | 1 249 202 | 1 091 235 | 1 104 900 | 1 107 800 | 1 081 800 | 1 091 700 | - |

Sources : Municipalité d'Erevan, ArmStat, pop-stat.mashke.org
- Taux de croissance de la population : 0,29 % (en 2006)[52].
- Taux de natalité : 1,1 % (en 2006)[53].
- Taux de mortalité : 0,84 % (en 2006)[53].
- Taux de mortalité infantile : 1,19 % (en 2006)[54].

## Économie

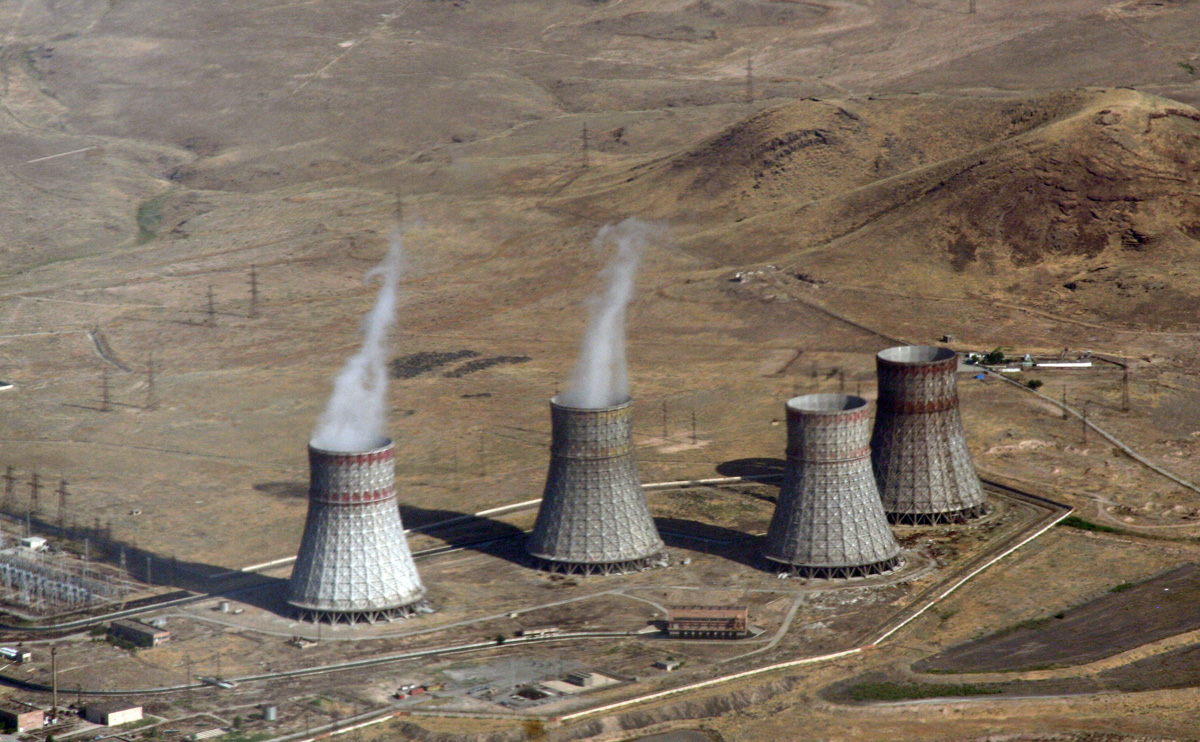
La centrale nucléaire de Metsamor fournit la ville en électricité.

### Industrie
En 2001, la part d'Erevan dans la production industrielle nationale s'élevait à environ 50 %.
Outre l’exploitation d’une carrière de sable, l'industrie érévanaise est centrée sur la fabrication, la transformation et la manutention. Même si la crise des années 1990 a ravagé l'industrie du pays, il reste néanmoins quelques usines toujours en service. Le secteur pétrochimique y est particulièrement remarqué, et dans une moindre mesure, la fonte d'aluminium.
Les autres industries concernent la fabrication d'éléments automobiles, de turbines, de machines électriques, de compresseurs et de machines-outils.
Du fait de sa position géographique sur les rives de la rivière Hrazdan, la ville d'Erevan a développé la production d’énergie hydroélectrique : deux centrales sont en effet implantées sur le territoire de la municipalité. Par ailleurs, une centrale thermique, située au sud de la ville, fournit également un peu d'électricité.

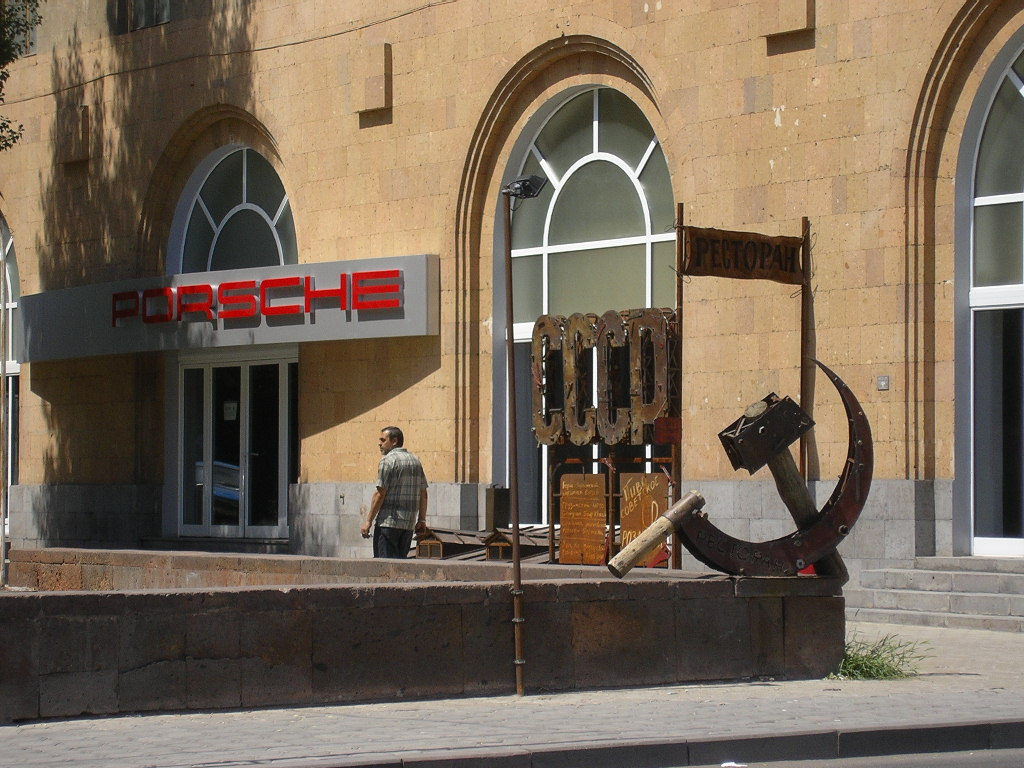
Erevan, ville en transition.

#### Bâtiment
Le secteur du bâtiment connaît une croissance forte et régulière depuis le début de la décennie. Le panorama de la ville inclut maintenant des dizaines de grues ponctuant l'horizon. L'occidentalisation de l'Arménie entraîne la destruction de bâtiments d'architecture trop soviétique — et notamment ceux des deux dernières décennies de l'Union soviétique — ou de certains autres trop vétustes, pour reconstruire du neuf en lieu et place. De plus, les prix de l'immobilier grimpant sans cesse, les maisons trop petites du centre-ville sont peu à peu rasées pour être remplacées par des immeubles de plusieurs étages.

#### Travaux publics
Les routes, ponts, parcs publics et le mobilier urbain laissés à l'abandon durant la décennie 1990 sont reconstruits, voire créés, depuis quelques années. L’économie est plus prospère, les investissements augmentent et des ouvriers sont demandés par milliers afin de remettre à flot un secteur délaissé pendant près de quinze ans.

### Tertiaire

#### Tourisme

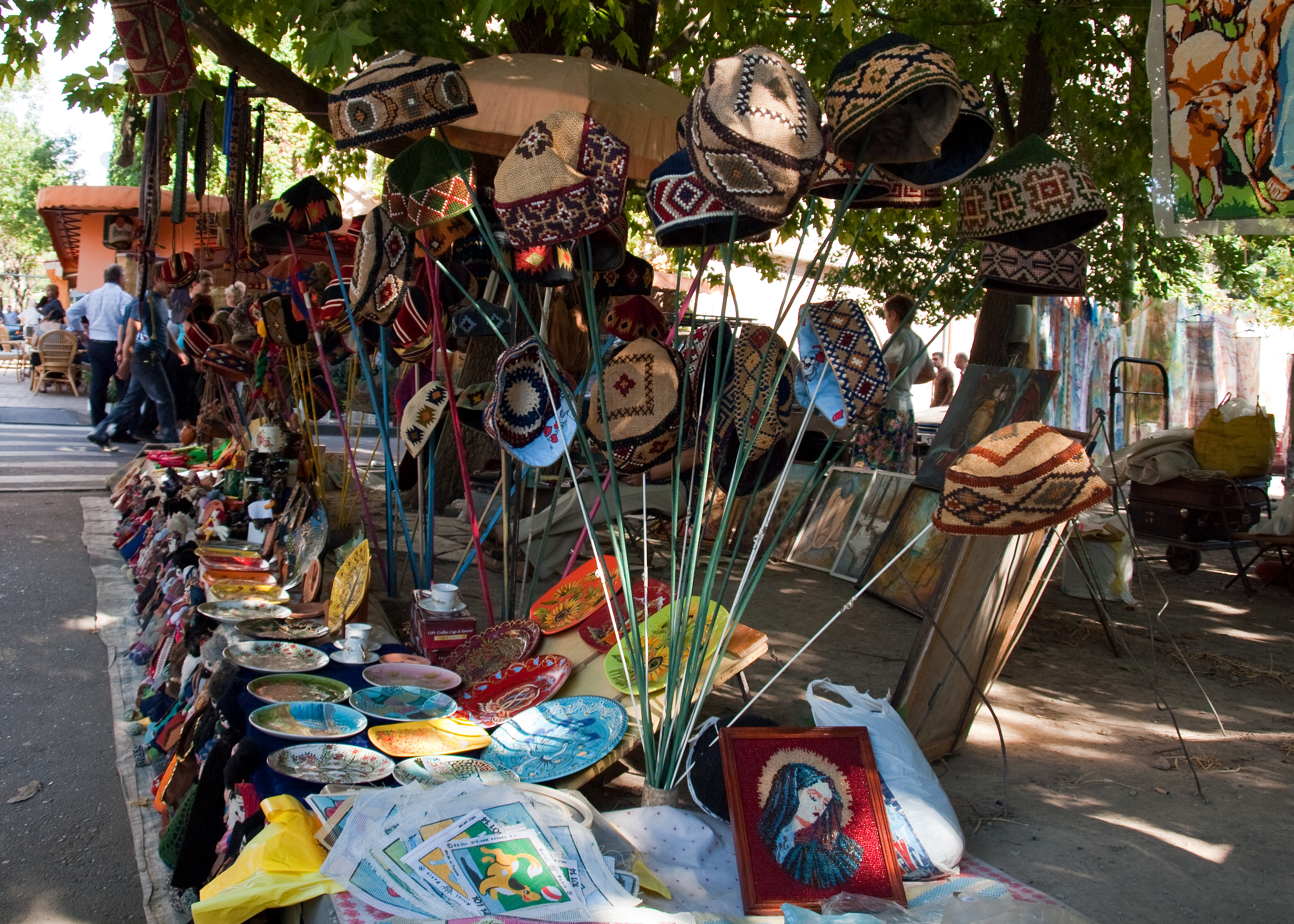
Vernissage, le marché aux puces d'Erevan

Avec 575 000 visiteurs en 2009 et près de 620 000 touristes prévus en 2010, l'Arménie met l'accent sur le secteur du tourisme. La première ville à en profiter est Erevan. Des dizaines d'hôtels (dont certains de chaînes internationales) et de restaurants ont vu le jour en cinq ans, l'aéroport a été agrandi, des parcs d'attraction créés, ainsi que nombre d'agences de voyage et de tourisme. Le développement du nombre de taxis et de boutiques prestigieuses est une conséquence indirecte de cet essor du tourisme.
| Année | Nombre de touristes visitant l'Arménie |
| 2006  | 380 000                                |
| 2007  | 510 287                                |
| 2009  | 575 000                                |
| 2010  | 620 000 (estimation)                   |
| 2011  | 800 000                                |
| 2012  | 950 000                                |
| 2013  | 1 000 000 (estimation)                 |
| 2014  | 1 203 746                              |
| 2015  | 1 194 000                              |
| ...   |                                        |
| 2022  | 1 670 000                              |

#### Commerce
L’Arménie se rapproche chaque jour du système économique à l'occidentale, des rues et des centres commerciaux font leur apparition dans toute la ville. Toutes les grandes marques et enseignes sont représentées à Erevan comme Adidas, Lacoste, Puma, Levi's, Naf Naf, LG, Philips, Bang & Olufsen, ou encore Hertz.
Depuis 2013, une explosion du nombre de commerces a lieu, avec l'ouverture en 2012 du premier centre commercial de style occidental en Arménie, le Dalma Garden Mall, situé à proximité du stade Hrazdan à l'ouest d'Erevan. D'autres centres commerciaux ont ouvert depuis comme le Yerevan Mall (en) ouvert en 2014 au sud de la ville, le Rossia Mall en face de la cathédrale Saint-Grégoire l'Illuminateur, ouvert début mars 2016. Des chaînes de boutiques inédites en Arménie s'installent alors.

#### Services
En 2001 la part d'Erevan dans le secteur national des services s'élevait à 76,3 %.
Erevan accueille les sièges des principaux médias du pays : organes de presse (Armenian liberty, Azg, etc.), radios (Radio nationale arménienne, Radio 2, Radio VEM, Radio Van, City FM, Radio Aurora, RFI, etc.) et chaînes de télévision (Arménie 1, Armenia TV, Yerevan TV, etc.).
Le bon niveau d'études et le faible coût du travail attirent fortement les investisseurs étrangers. L'informatique est, entre autres, en plein développement et après l'installation de Lycos Europe à Erevan en juin 2005, c'est Microsoft qui décide d'ouvrir un bureau en Arménie. D'autre part, les sociétés spécialisées dans le domaine d'Internet ou de la téléphonie mobile, connaissant une forte croissance, ont installé leur siège à Erevan.
Le niveau de vie augmente, davantage de besoins peuvent être satisfaits ; c'est ainsi que de nombreuses agences bancaires ont ouvert depuis la fin des années 1990, ainsi que des bureaux d'avocats ou de conseils financiers. Les secteurs du bâtiment et du commerce se portent bien, des dizaines de cabinets de notaires ont également vu le jour.

#### Soins de santé
Les deux tiers du système arménien de soins de santé sont centralisés à Erevan. La ville compte cinq hôpitaux généralistes, neuf centres médicaux polyvalents et plusieurs centres médicaux spécialisés, tant publics que privés.

### Lutte contre la pauvreté
Le taux de pauvreté à Erevan a été fortement réduit ces dernières années, et de manière plus rapide que dans le reste de l'Arménie : l'extrême pauvreté et la pauvreté sont passées respectivement de 24,8 % et 58,4 % de la population en 1998-1999 à 3,6 % et 23,9 % en 2005. La capitale présente toutefois les plus fortes inégalités de revenus du pays. Le district de Kentron est le moins pauvre, ceux d'Ajapnyak, de Chengavit et de Noubarachen occupent l'autre extrémité du classement ; ces trois districts se situent en outre en dessous de la moyenne nationale.
Cette évolution s'inscrit dans un cadre national (avec l'aide de la Banque mondiale et du Fonds monétaire international) et est principalement due à l'accélération de la croissance économique et à la baisse du chômage. Les performances plus marquées d'Erevan par rapport au reste du pays s'expliquent par la concentration des activités économiques dans la capitale.

## Urbanisme
En tant que capitale de la république d'Arménie, Erevan est la plus grande ville du pays avec un peu plus d'un million d'habitants. C'est aussi la ville qui connaît le plus important développement du pays. Elle est le centre industriel, commercial, culturel et scientifique majeur de l'Arménie et le centre d'un réseau étendu de voies ferrées. Les industries constituent le principal de l'architecture du sud de la ville.
Erevan est une ville contrastée qui s'étend sur sept collines. Elle est composée de vastes terrains, de larges avenues, de jardins et parcs verdoyants et de constructions de tuf (pierre d'origine volcanique) rose et ocre. La ville doit cette couleur rose non seulement à la couleur du tuf, mais aussi aux teintes rosées que lui donne le soleil couchant sur les sommets enneigés du mont Ararat. Le charme d'Erevan est accentué par l'irrégularité de son réseau routier. Les urbanistes ont dû se plier aux exigences de la nature et composer avec le relief. La ville s'étend en effet sur différents niveaux allant de 865 à 1 390 mètres d'altitude et s'adosse aux gorges de la rivière Hrazdan.

### Centre-ville

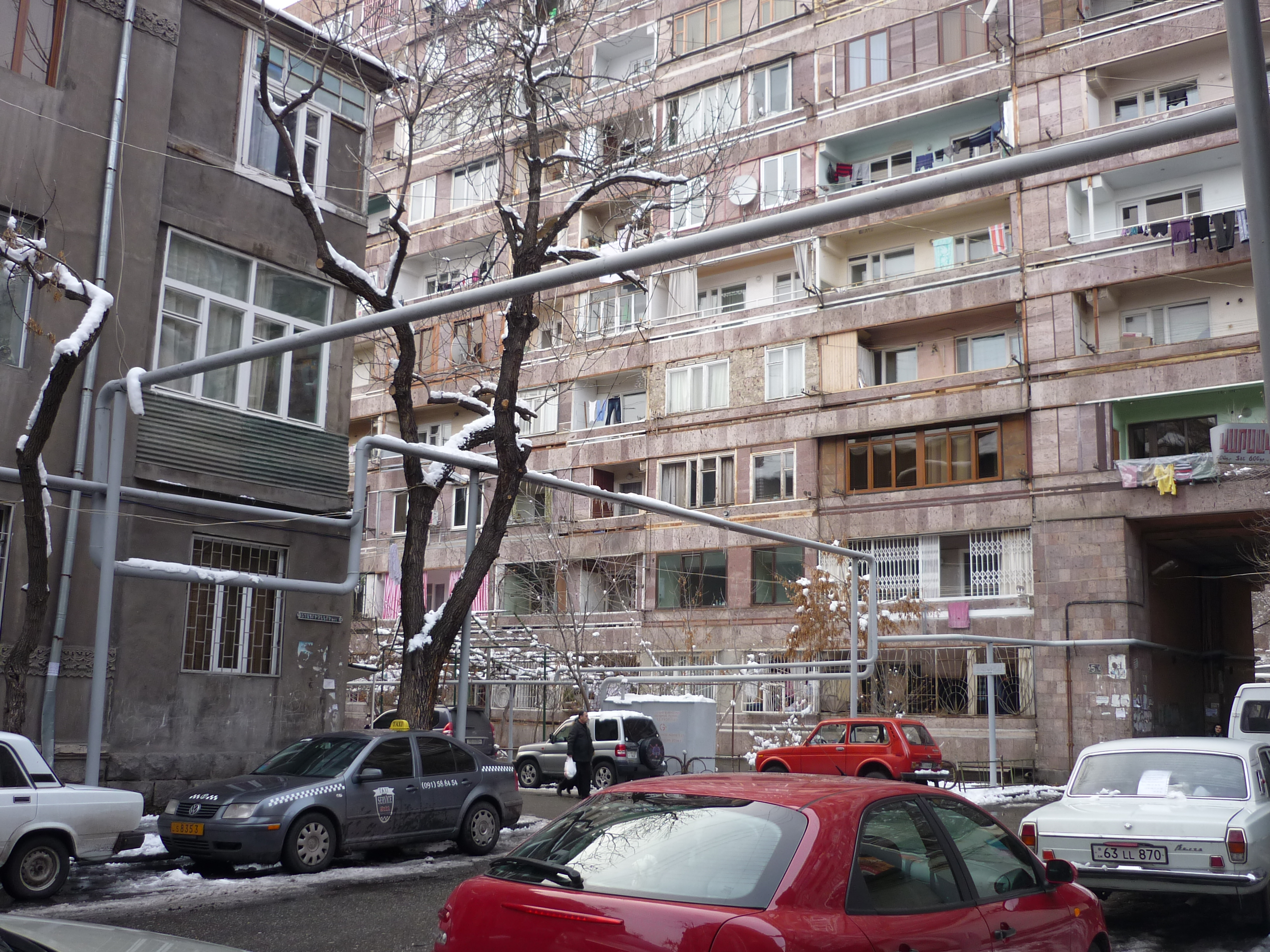
Bâtiments modernes de la période soviétique, dans le centre-ville, au croisement des rues Vardanants et Tpagrichner.

Le centre de la ville héberge les universités, l'Académie des sciences, les musées, les ministères, des bibliothèques publiques, des galeries d'art, des night-clubs, des salles de concerts… alors que les faubourgs sont principalement constitués d'immeubles de logement brejneviens.
Le Kentron (« centre » en arménien) se déploie principalement autour de la place de la République et de l'Opéra. Il est essentiellement composé de longues avenues ombragées aboutissant sur de grandes places bordées de constructions monumentales de type soviétique. L'originalité de ces constructions tient dans le tuf qui recouvre les façades ornées de motifs inspirés de l'architecture médiévale. Une des particularités de la ville relève aussi du nombre de fontaines situées au cœur d'espaces verts imbriqués dans la ville.

### Erevan - la ville contemporaine

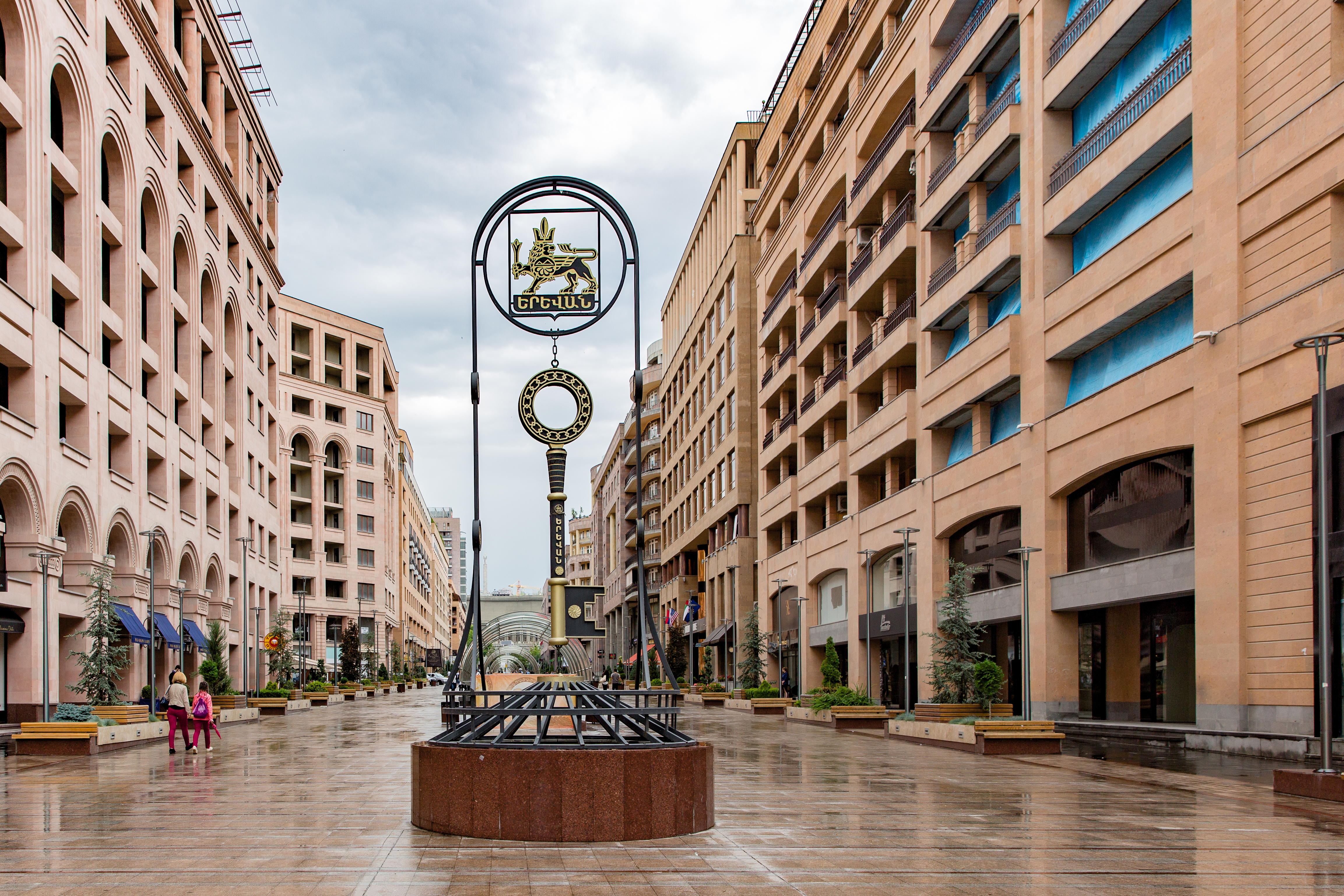
Avenue du Nord.

Depuis l'indépendance, Erevan se libère peu à peu des symboles du régime communiste. Les artères et les places aux noms trop marqués sont rebaptisées et les statues des héros de l'Union soviétique sont déboulonnées.
La ville est également en pleine mutation, revêtant de plus en plus des atours de capitale occidentale. Malgré la crise des années 1990 des commerces et des restaurants fleurissent un peu partout et surtout, de grands travaux transforment actuellement profondément son centre. Le plus remarquable de ces travaux est sans nul doute la percée d'une avenue piétonnière – l'Avenue du Nord – de près de 800 mètres de long qui relie les deux points névralgiques de la capitale qui sont l'Opéra et la place de la République. Plus qu'une nouvelle rue, c'est un nouveau quartier qui est né, avec des dizaines de nouveaux immeubles dans le style architectural du centre-ville, des boutiques, des restaurants et un immense parc de stationnement souterrain.
Par ailleurs, l'augmentation constante du trafic automobile a obligé la municipalité à entreprendre des travaux de construction d'une route périphérique pour désengorger le centre-ville (voir plus bas la sous-section « Voirie érévanaise »). Cette croissance continue du nombre de voitures dans le centre de la ville pose également de sérieux problèmes de stationnement. La municipalité a annoncé en avril 2008 la construction d'ici 2011 de 10 000 places de parking souterrain supplémentaires dans les zones denses de la ville telles que la mairie, l'Opéra ou le stade de la République afin de remédier à ce problème.
Depuis quelques années, l'essor de la ville continue, avec de nombreux projets dont la construction d'hôtels internationaux et de nouveaux centres commerciaux.

### Parcs et jardins

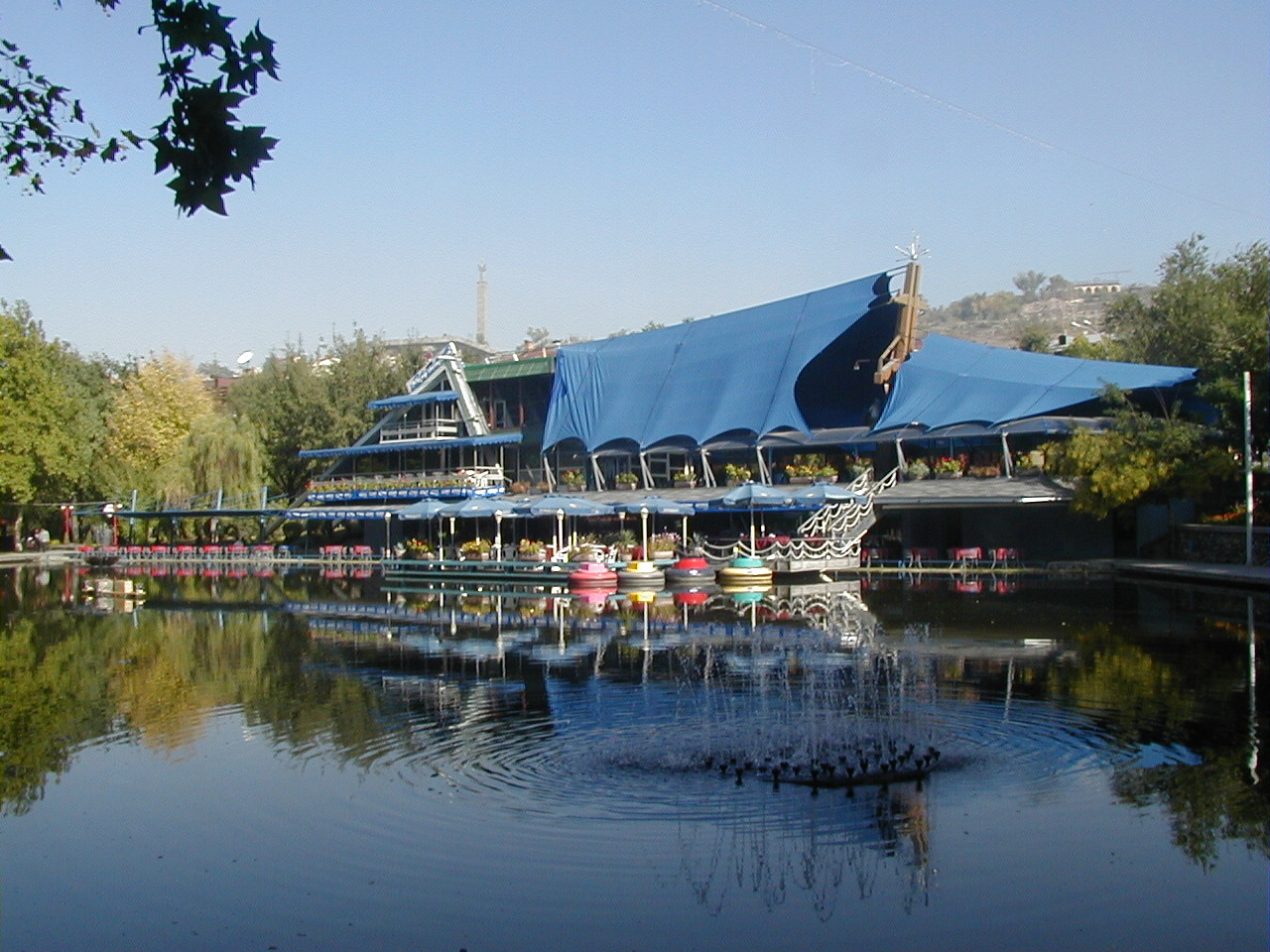
Poplavok

Erevan est une ville aux nombreux espaces verts, parsemée de parcs et de fontaines, avec en son centre une « ceinture verte » ; un parc long de plusieurs kilomètres dans lequel se succèdent des dizaines de terrasses de cafés, des terrains de tennis et de basket-ball, des statues et de nombreuses zones arborées. La ceinture verte commence au sud, au niveau de la cathédrale Sourp Krikor Loussavoritch, et se termine au nord par un grand café-restaurant en forme de bateau, le Poplavok, sur l'avenue Mesrop-Machtots, derrière l'Opéra. Autour de ce dernier, la place de la liberté est un parc dont l'étang et la douzaine de terrasses de cafés et restaurants attirent beaucoup d'Érévanais et de touristes. Sa position centrale en fait un endroit incontournable de la ville. En 2015, pour le centenaire du génocide arménien de 1915, une partie de la longue place du Vernissage a été rénovée, fleurie et décorée de multiples khachkars.
Sur les premières hauteurs de la ville, le parc de la Victoire héberge le monument de Mère Arménie et offre un panorama exceptionnel sur Erevan, le mont Ararat et une partie de sa plaine. On y trouve aussi un petit parc d'attractions avec une grande roue, des auto-tamponneuses et autres manèges, un étang avec des barques, des cafés et un grand hôtel de luxe, le Golden Palace.
D'autres grands parcs embellissent le centre-ville, et les quartiers périphériques sont également fréquemment entourés de zones naturelles, parfois très vastes. En définitive, il ne reste dans la capitale que peu de cicatrices de la crise économique de 1992 et 1993, années durant lesquelles les Érévanais durent couper la plupart des arbres de la ville et des environs pour se chauffer en hiver.

### Monuments
La plupart des monuments d'Erevan ont vu le jour au début du XXe siècle sous l'ère soviétique. Erevan n'était en effet jusqu'à la Première Guerre mondiale qu'une petite ville de moins de 30 000 habitants et n'est devenue une grande métropole que dans les années 1960.

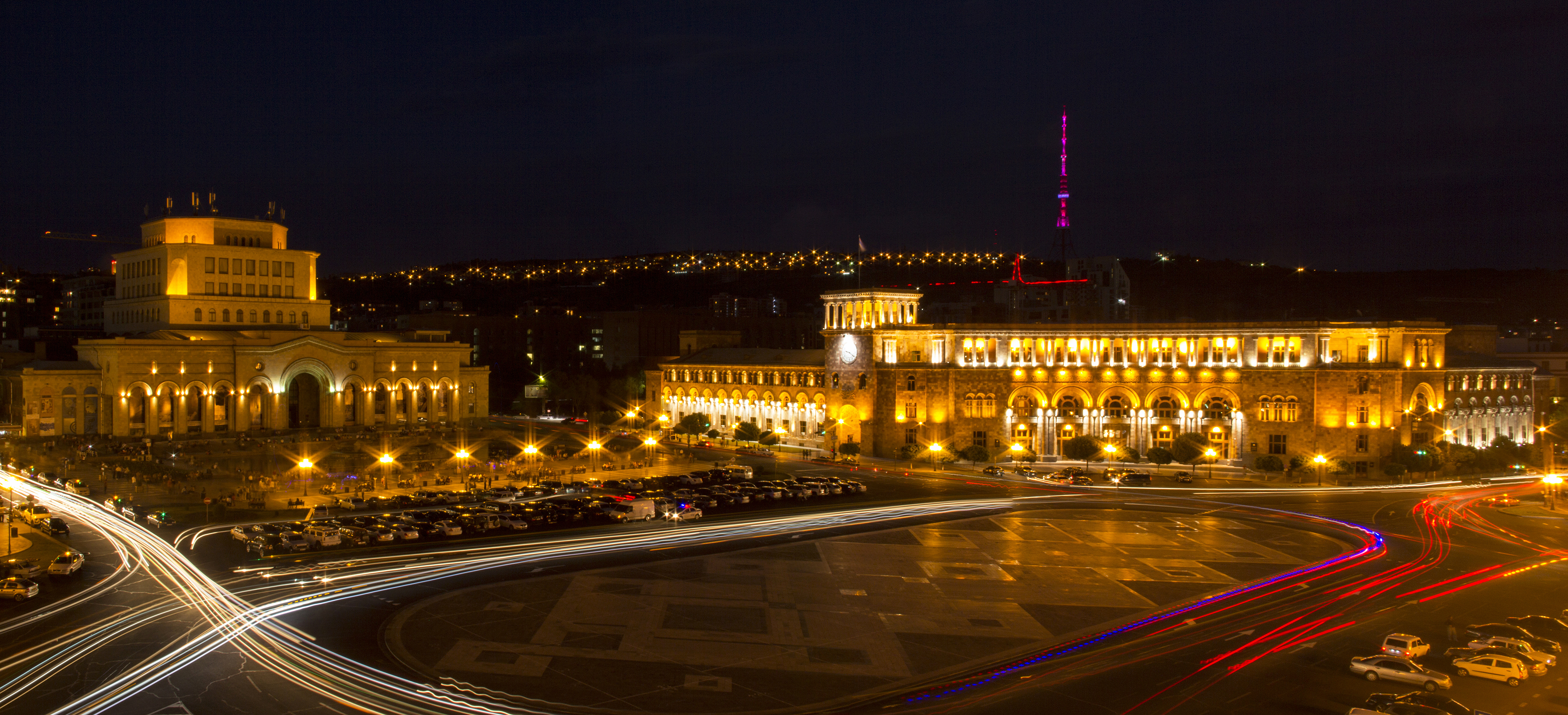
Place de la République
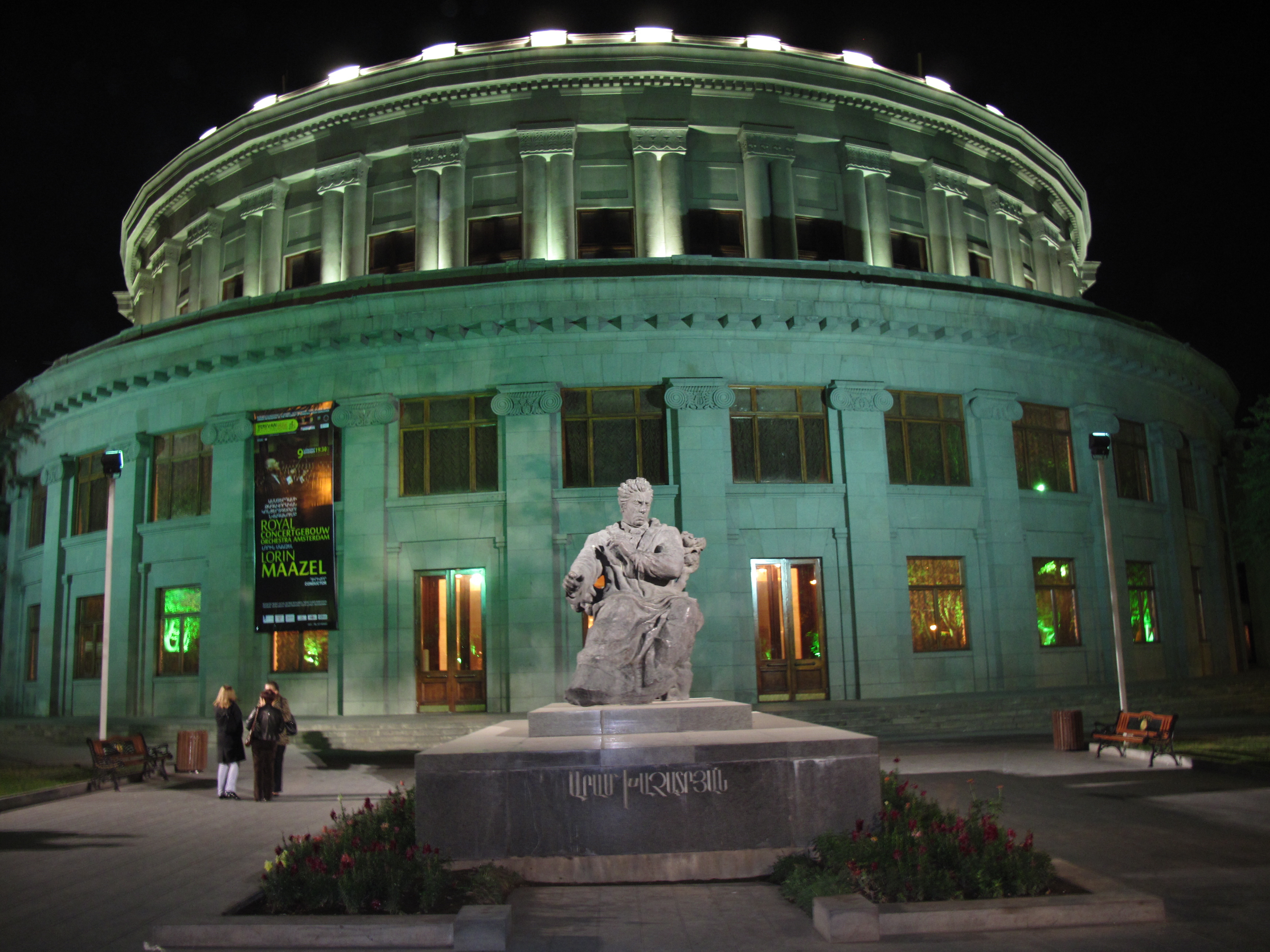
L'Opéra
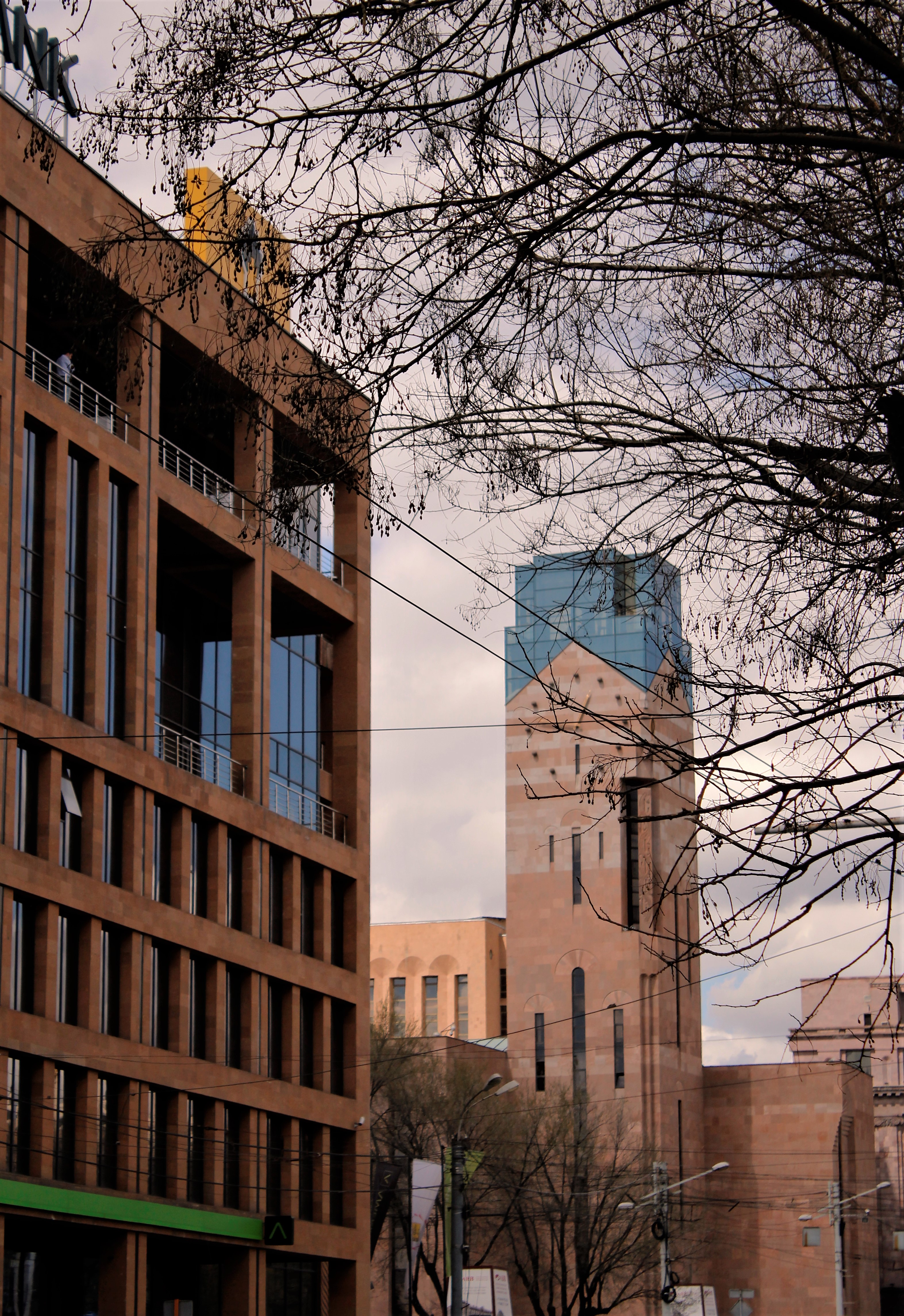
L'hôtel de ville
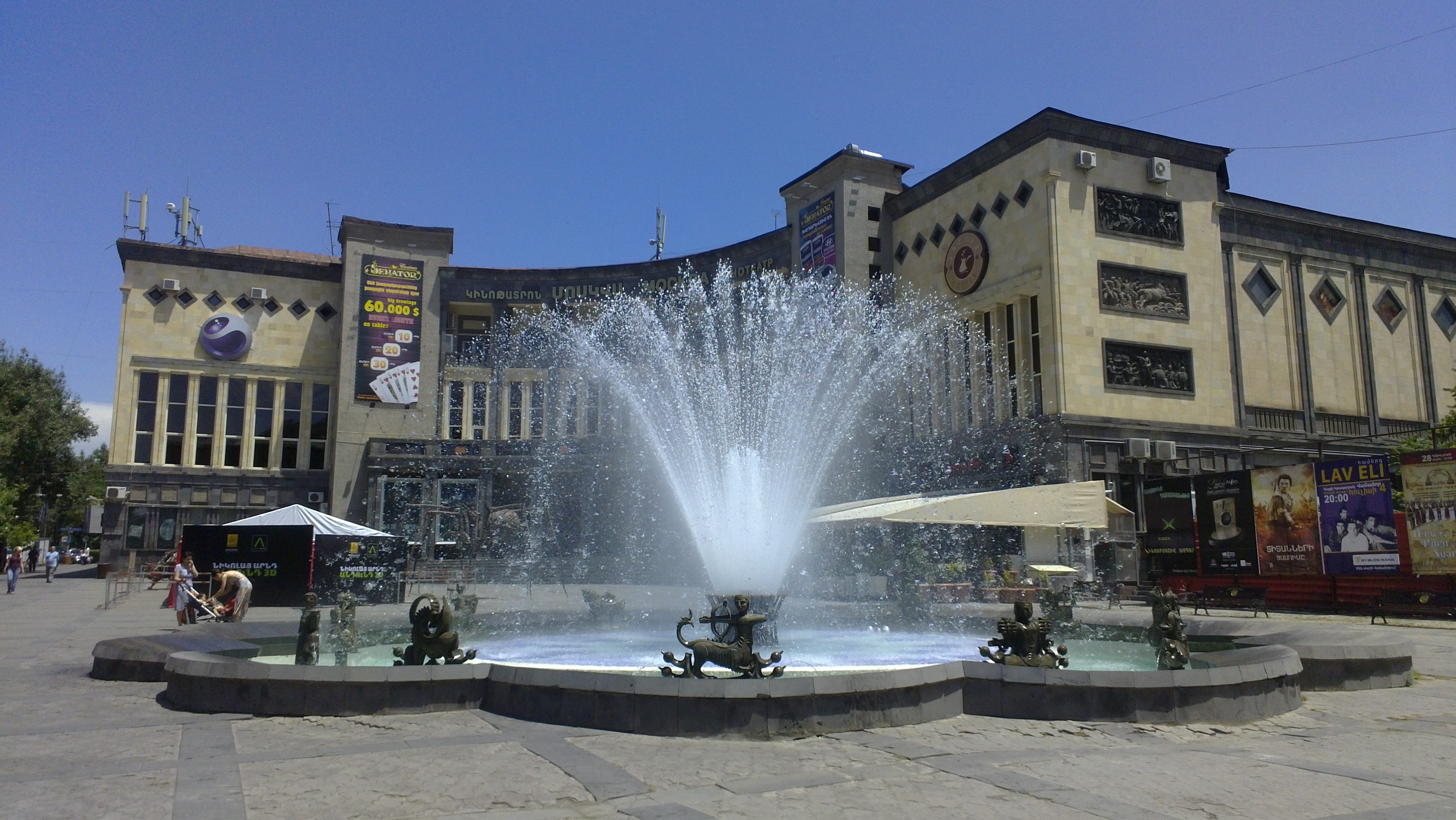
Le Moskva, cinéma d'Erevan
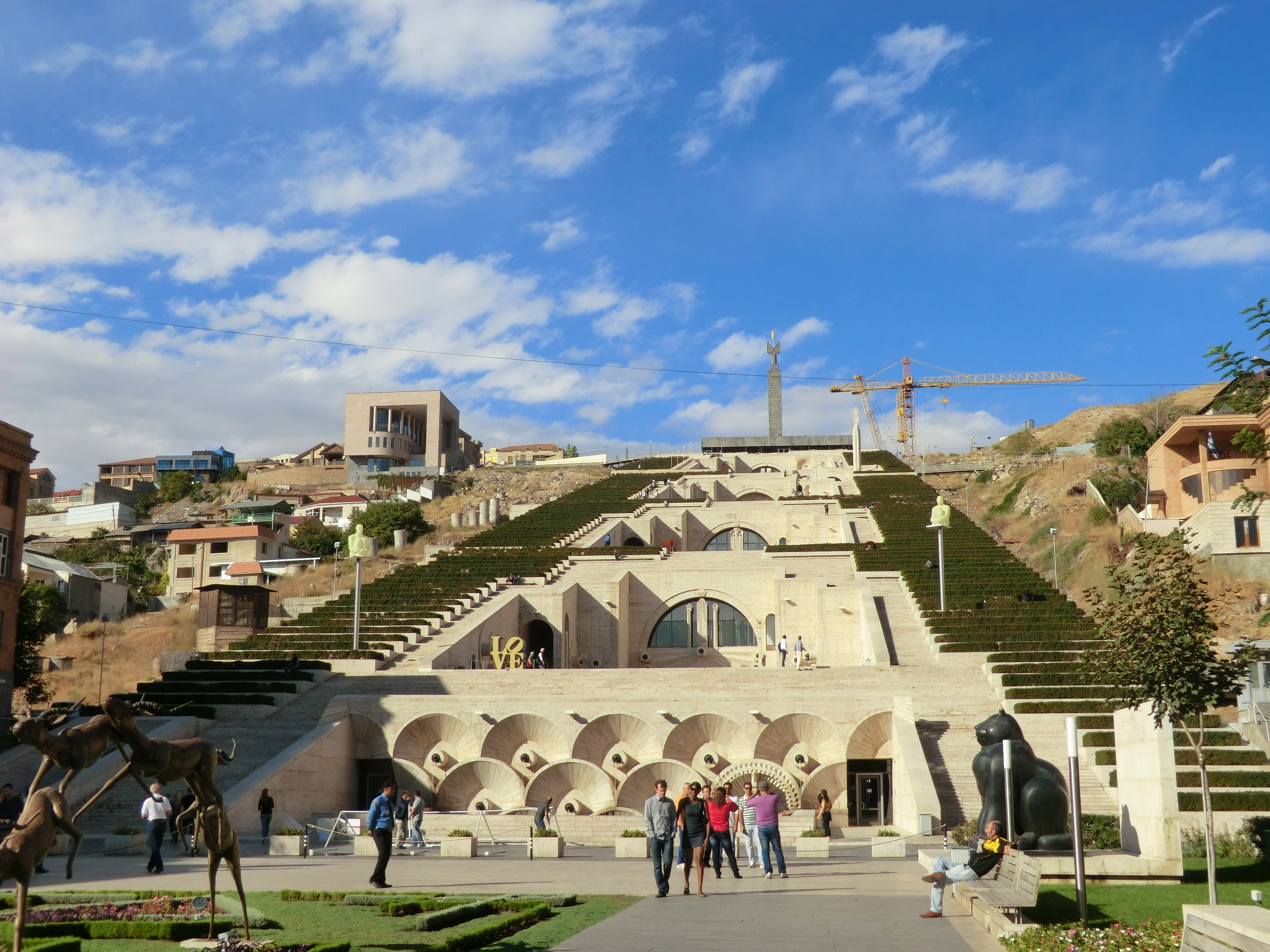
Vue de la Cascade
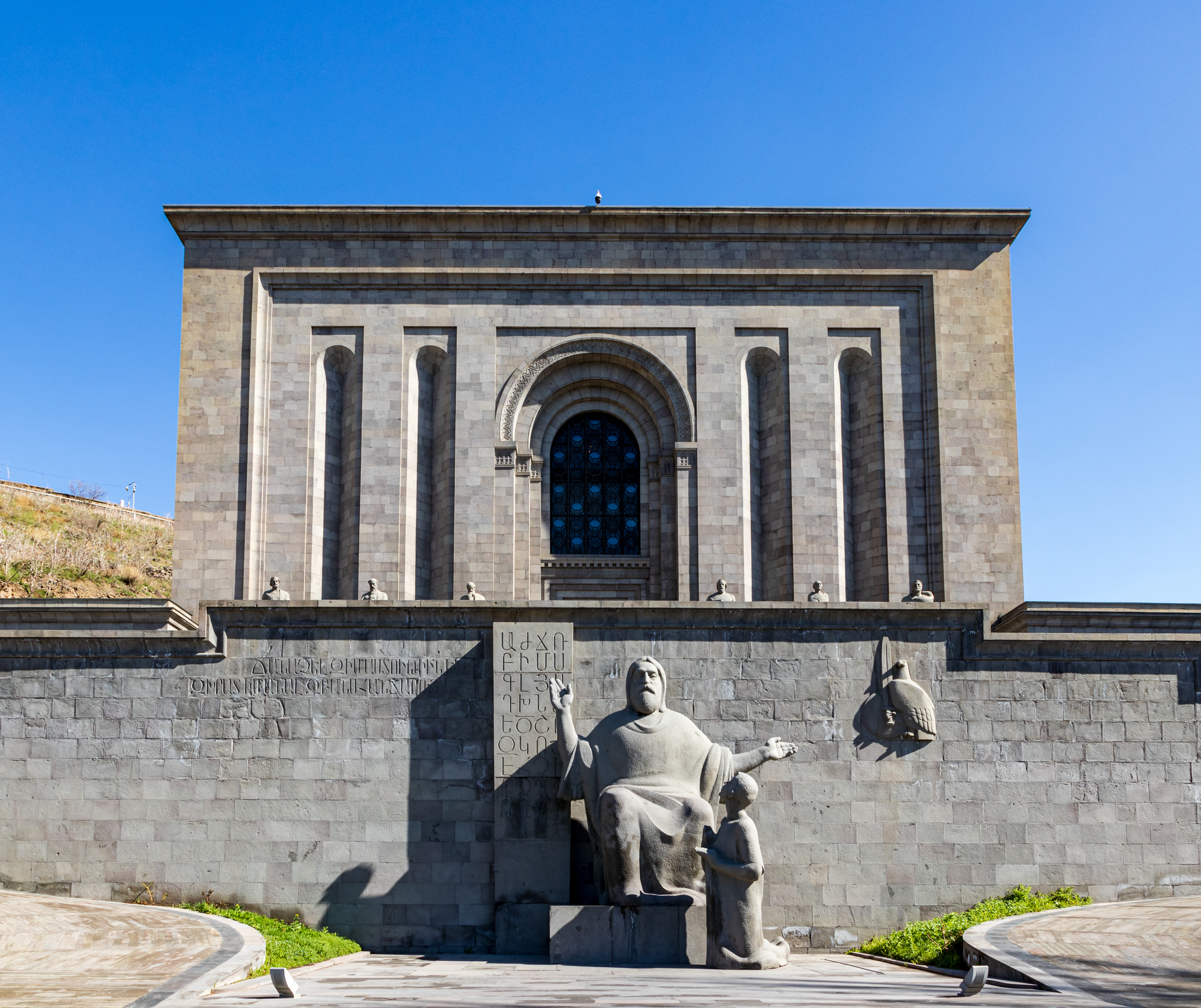
Le Matenadaran
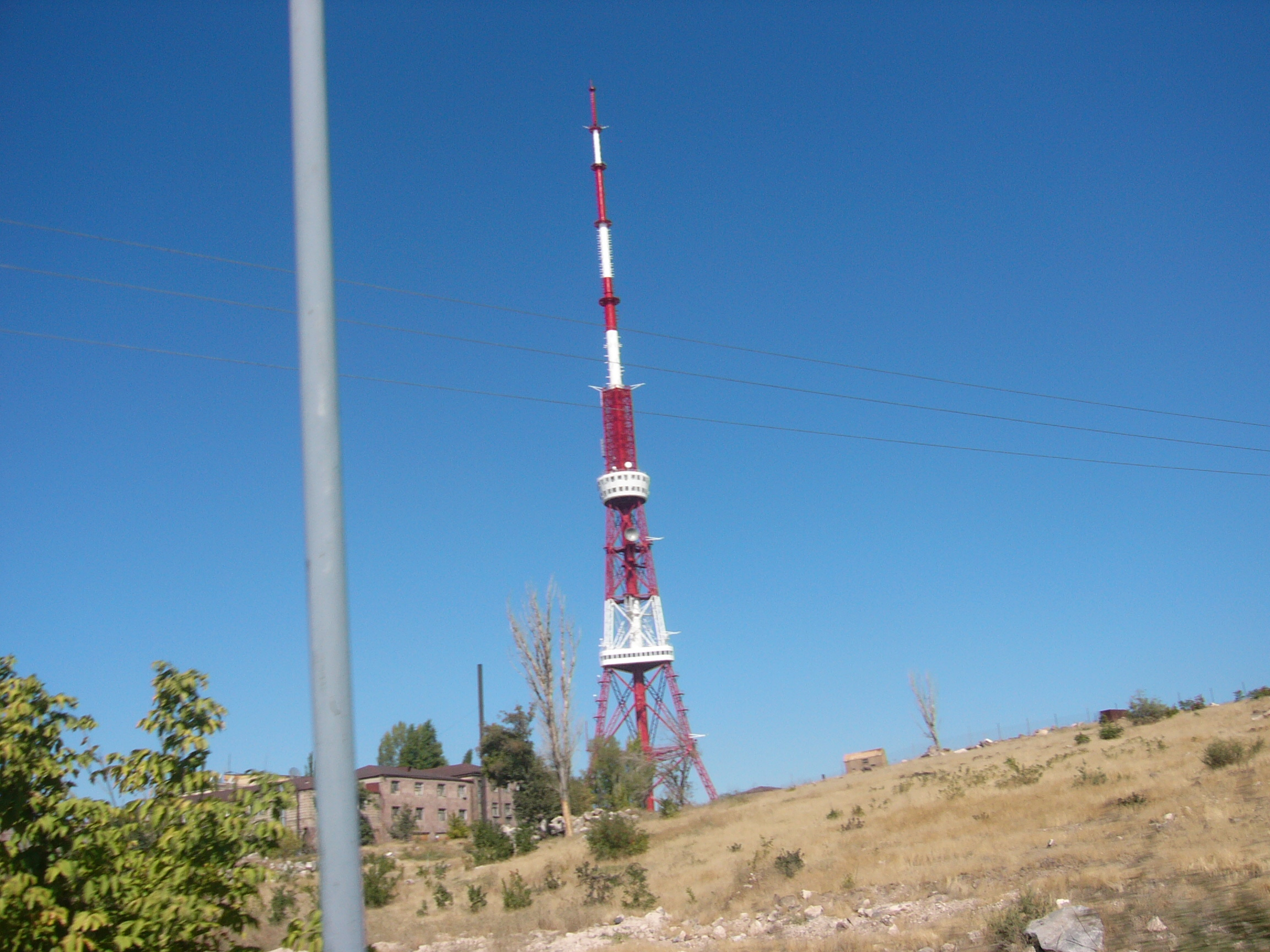
Tour de la télévision d'Erevan
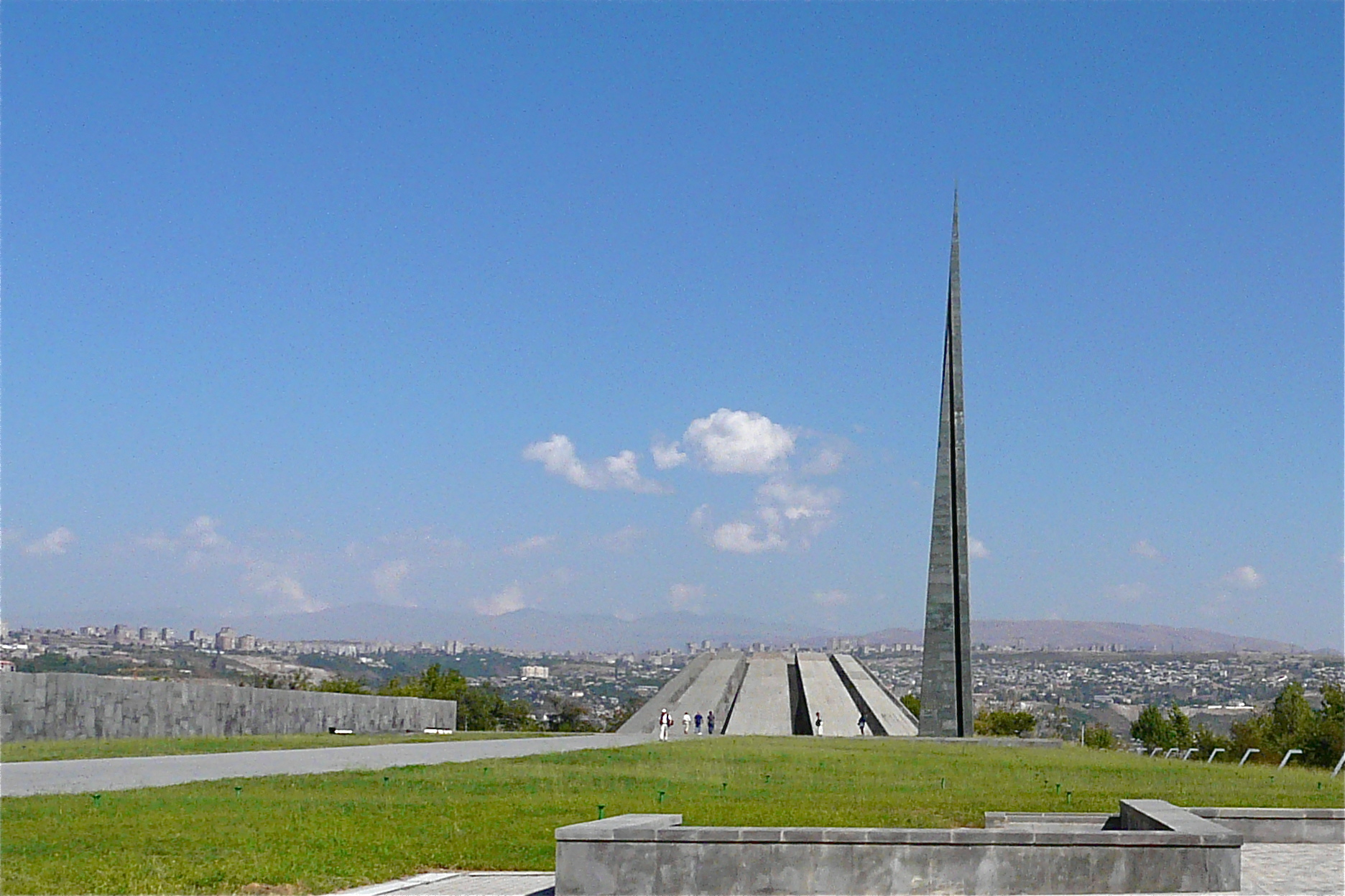
Tsitsernakaberd

#### Monuments de l'époque soviétique
Dans les années 1920 l'architecte Alexandre Tamanian fut chargé de dessiner les plans d'une capitale d'État. L'architecture de la plupart des bâtiments provient de ses plans. Tamanian fut à Erevan ce que Haussmann fut à Paris.
Le monument le plus important symboliquement est le mémorial du Génocide arménien, appelé Tsitsernakaberd, du nom de la colline surplombant la ville sur laquelle il se situe. Sa construction a débuté en 1966 et s'est achevée en 1968.
Au centre-ville la place de la République est la place centrale de la capitale et un des principaux lieux de festivités et de rencontre. La plupart des ministères y ont aussi élu domicile ainsi que la Galerie nationale d'Arménie. Le principal musée du pays riche d'une collection d'œuvres de peintres arméniens et européens parmi lesquels Aivazovsky, Ivan Chichkine, Théodore Rousseau, Monticelli et Eugène Boudin.
Non loin de là, l'opéra d'Erevan est la principale salle de spectacle de la capitale arménienne. Il abrite d'une part la salle de concert Aram Khatchatourian et d'autre part le théâtre national d'opéra et de ballet Alexandre Spendarian. Quelques années après sa construction il fut remarqué en 1937 à l'exposition internationale de Paris et remporta la Grande Médaille d'or. Il est avec la place de la République l'autre point névralgique des festivités érévanaises. Les deux lieux sont reliés depuis 2008 par l'avenue du Nord, artère piétonne de 800 mètres de long.
Imaginée dans les années 1970 pour être une simple œuvre ornementale, la cascade – située à la fin de la perspective République-Opéra-Cascade – a connu avec la chute de l'URSS une nouvelle jeunesse. La privatisation du monument a permis l'émergence de plusieurs projets, notamment sa restauration, la construction d'un musée d'art contemporain, la mise en place de projets immobiliers, etc. Par ailleurs, l'endroit sert parfois de salle de concert en extérieur comme ce fut le cas en juin 2006 avec la représentation du Armenian Navy Band.
Parmi les autres monuments de la ville, l'influence soviétique s'illustre par la gare centrale (la statue de David Sassountsi trônant devant son entrée est remarquable), l'ancien aéroport (à 20 km du centre), le Matenadaran, musée des manuscrits anciens, et l'omniprésence de statues. Comme la plupart des capitales des anciennes républiques soviétiques, Erevan possède son antenne de télévision, de 311,7 mètres de haut. Par ailleurs, après la mort de Staline la statue géante à son effigie qui dominait la ville depuis le parc de la Victoire fut démontée et remplacée en 1967 par la Mère Arménie, une représentation d'une femme tenant un glaive à la main et veillant sur la paix de la capitale.

#### Monuments religieux

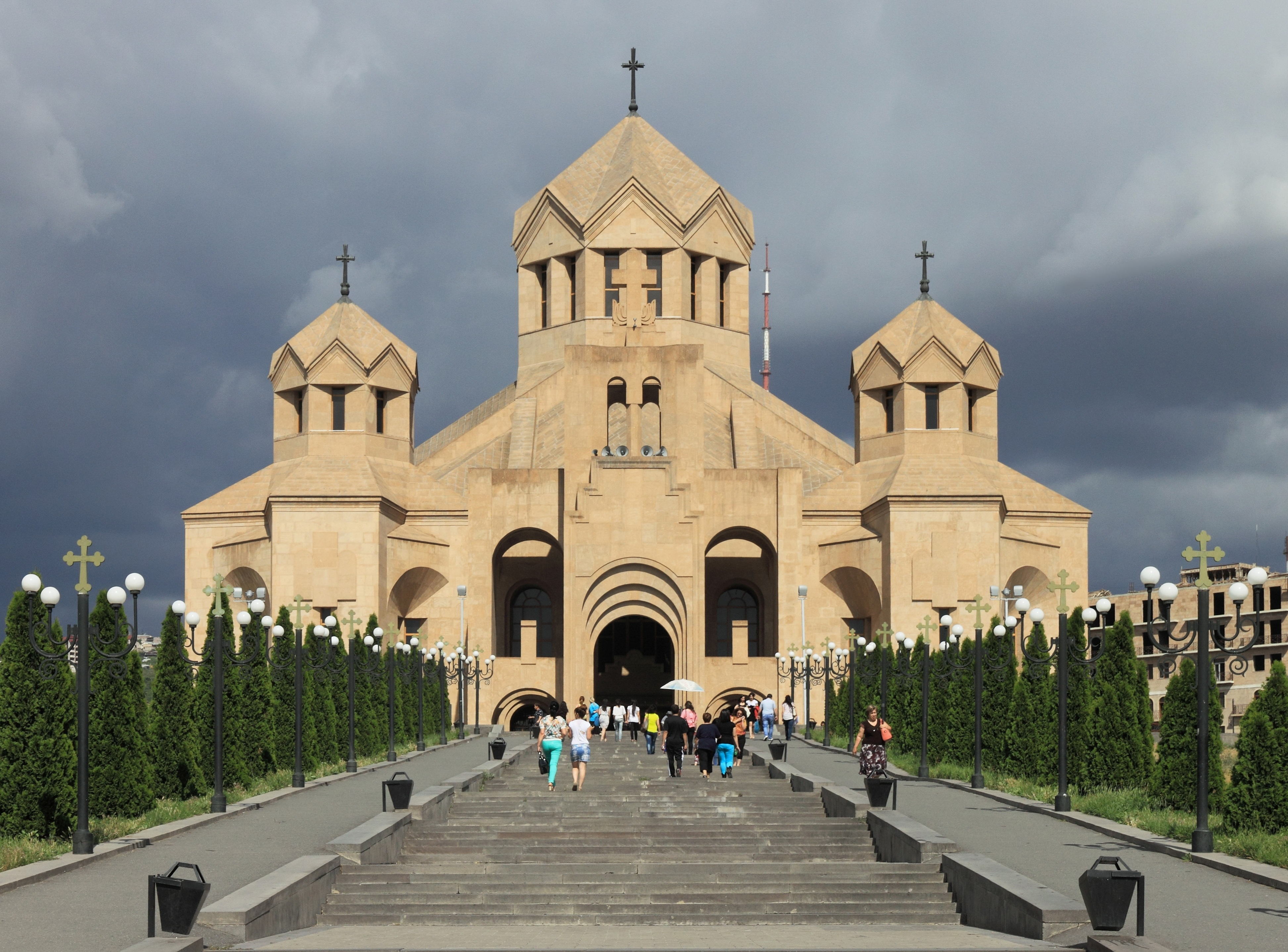
Cathédrale Saint-Grégoire-l'Illuminateur.

Le plus grand lieu de culte chrétien de la capitale est la cathédrale Saint-Grégoire-l'Illuminateur, inaugurée en 2001, qui a été construite pour célébrer le 1700e anniversaire de l'adoption du christianisme comme religion d'État par l'Arménie en 301 ; elle est d'ailleurs parfois surnommée « l'église de l'anniversaire ». Elle est en fait composée de trois églises, une principale de 1 700 places (en référence à l'anniversaire) et deux autres plus petites, d'une capacité de 300 places et occupe une superficie de 3 200 m2.
Erevan abrite également l'église Sainte-Mère-de-Dieu, coincée entre deux immeubles de l'époque soviétique, qui remonte au XIIIe siècle. L'église Zoravar date quant à elle de la fin du XVIIe siècle. La capitale possède aussi d'autres églises, moins importantes et plus récentes.
L'islam possède également son lieu de culte dans la mosquée bleue d'Erevan, bâtie en 1766, qui est la dernière des huit mosquées d'Erevan encore debout. Entièrement restaurée à partir de 1995 par des fonds privés iraniens, elle accueille aujourd'hui un service religieux régulier, notamment pour la population iranienne de la capitale.

### Réseau routier

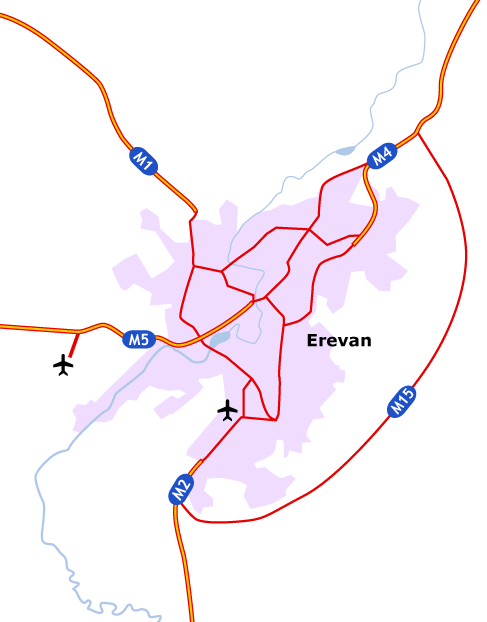
Réseau autoroutier d'Erevan

#### Voirie érévanaise
Petite ville ancienne, mais grande capitale récente, Erevan possède une voirie moderne, construite sur un plan géométrique. La plupart des avenues du grand centre-ville sont larges (parfois jusqu'à 2x4 voies) afin de permettre un transit efficace des véhicules. Cette vingtaine d'avenues croise des rues plus petites souvent arborées destinées à la circulation locale et aboutit souvent sur une des dizaines de places que compte la ville.
Parmi les artères remarquables on peut noter la large avenue Mesrop-Machtots qui relie l'entrée sud de la ville et le Matenadaran ; la prestigieuse avenue du Maréchal-Baghramyan qui relie Barekamoutioun à la place de France et héberge le palais présidentiel ainsi que le parlement ; la rue Sayat-Nova qui est le prolongement de Baghramian après la place de France qui accueille hôtels, restaurants et boutiques ; la rue Abovyan, sorte de Champs-Élysées arménien, qui finit au sud sur la place de la République ; et l'avenue du Nord qui traverse le centre-ville en biais par rapport aux autres avenues.
Par ailleurs, pour traverser les profondes gorges de la rivière Hrazdan il n'y a que trois ponts principaux : le pont de Davtachen, le grand pont du Hrazdan et le pont de la Victoire. Au fond du canyon cinq autres ponts plus petits permettent de traverser la rivière dont le remarquable pont Rouge qui permettait jusqu'en 1945 d'entrer dans la ville par le sud.

#### Autoroutes et périphérique
Outre ses grandes artères en ville – les avenues Machtots, Baghramyan et Tigran Metz en premier lieu – Erevan possède plusieurs dizaines de kilomètres de voies express formant un réseau en toile d'araignée :
- Autoroute M1 en direction d'Achtarak et Gyumri
- Autoroute M2 en direction d'Artachat, Goris, Kapan et l'Iran
- Autoroute M4 en direction de Sevan, Dilidjan et Idjevan
- Autoroute M5 en direction de l'aéroport Zvartnots, Etchmiadzin et Armavir
- Autoroute M15, sorte de périphérique nord-sud reliant la M4 au niveau d'Abovyan à la M2 au sud d'Erevan

Les routes asiatiques 81, 82 et 83 passent par Erevan.
La forte croissance récente du parc automobile arménien – 12 000 véhicules par an – a saturé le trafic au centre-ville et certaines artères subissent des bouchons parfois plus de la moitié de la journée en semaine. Pour pallier ce problème, la municipalité a décidé d'investir dans la construction de nouveaux réseaux routiers et ouvrages d'art.
Le chantier le plus visible fut l'aménagement d'une ancienne voie ferrée en autoroute péri-urbaine inaugurée en octobre 2008 et ouvert à la circulation le 3 décembre 2008. L'autoroute Saralandji relie désormais le centre-ville, au carrefour des rues Nalbandian, Tacharents, Koryun et Heratsi, au nord-ouest de la ville en passant sous le monument de la Cascade puis derrière une zone résidentielle de luxe en construction pour arriver au pont de Davtachen.

## Transports en commun

### Métro

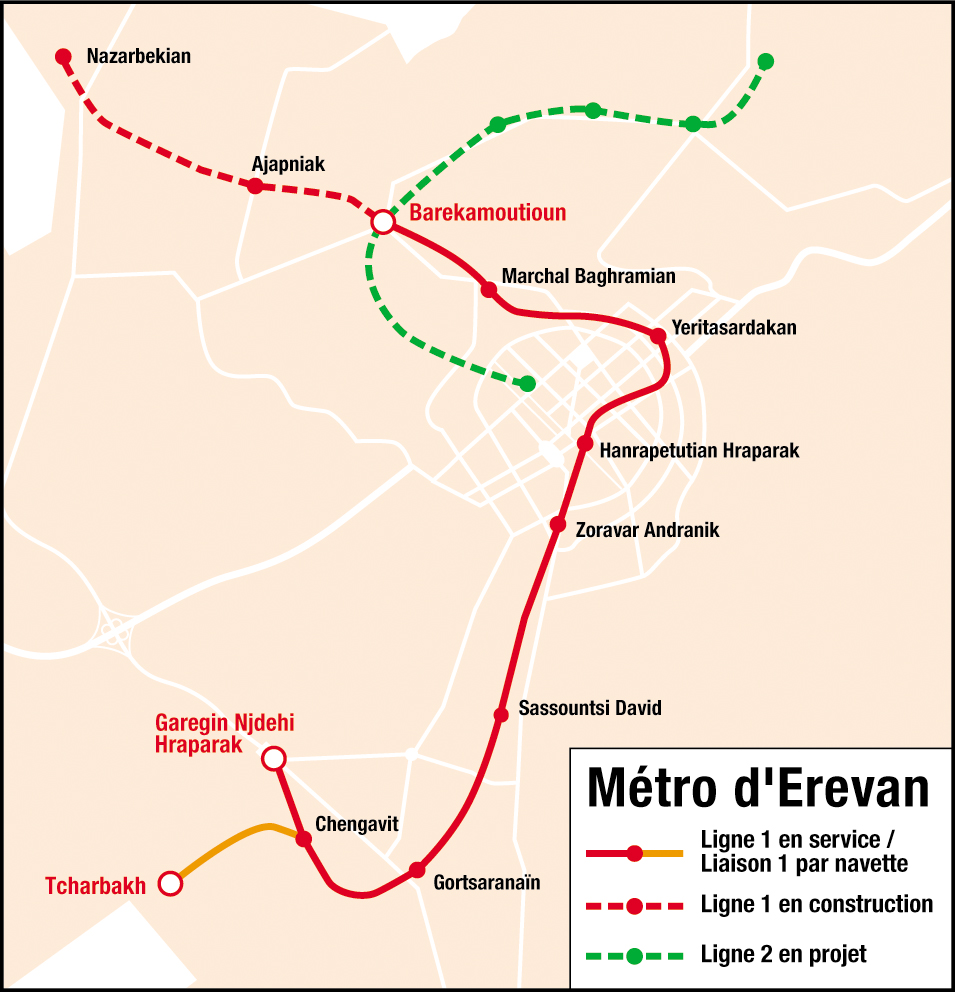
Métro d'Erevan

Le métro d'Erevan (Երեւանի մետրոպոլիտեն en arménien) comprend une ligne unique de 12 kilomètres reliant dix stations. Une extension de la ligne de deux nouvelles stations vers le nord-ouest est en cours de réalisation. La construction d'une première station (Ajapniak) et du tunnel d'un kilomètre pour la relier au reste du réseau coûtera 18 millions de dollars. La date de fin de travaux n'est pas encore définie.
En 2008, plusieurs stations et l'intérieur des voitures sont restaurés, le système de billetterie est modernisé avec l'introduction de jetons et de nouveaux portiques, et à partir de 2014 les rames sont équipées d'un système d'annonce vocale automatique.
Les projets à plus long terme prévoient la construction de deux nouvelles lignes mais le déficit de la balance budgétaire ne permet pas d'arrêter une date de début de travaux.

### Bus et minibus
Erevan possède 46 lignes de bus et minibus et 24 lignes de trolleybus. Les lignes sont gérées d'une part par la municipalité au travers des sociétés Avtobus et Yerevantrans, et d'autre part, par quatre-vingt-dix sociétés privées de transport sous contrat.
Si d'anciens bus de l'époque soviétique restent encore en fonction, la plupart d'entre eux sont toutefois peu à peu remplacés et on voit émerger de plus en plus de bus et minibus fabriqués soit en Ukraine par la marque Bogdan pour Isuzu, soit en Russie par la marque GAZ. Pour contrer une hausse constante du trafic automobile dans la ville, la municipalité a décidé de passer d'ici 2010 le nombre de minibus des 2 600 actuels à 650 et d'augmenter dans le même temps le nombre de bus de moyenne et grande taille.
Depuis 2006 la municipalité installe des arrêts de bus dans tous les quartiers de la ville. Auparavant, seuls les locaux habitués savaient où attendre leur bus. En 2009, il est décidé de restaurer quatre-vingt-dix arrêts et quatre cents panneaux de signalisation du réseau. Ainsi, en 2015, certains arrêts importants du centre-ville sont équipés d'abribus et d'écrans affichant les horaires et diverses autres informations. Par ailleurs, pour développer le réseau des trolleybus une somme de 276 millions de dram est débloquée pour rénover le réseau et 700 autres millions pour l'achat de vingt nouveaux véhicules.
Outre les lignes de bus qui parcourent la ville, des cars au départ de la gare routière centrale située dans le quartier de Nor Kilikia desservent quasiment toutes les villes d'Arménie ainsi que d'autres à l'étranger, notamment Tbilissi en Géorgie ou Tabriz en Iran.

### Tramway
Le réseau de tramway qui équipait Erevan depuis 1906 a vu sa dernière rame rouler en janvier 2004. En effet l'exploitation occasionnait un coût 2,4 fois plus élevé que les recettes générées ce qui a poussé la municipalité à décider de la fermeture définitive du tramway, malgré une ultime et vaine tentative de sauvetage à la fin de l'année 2003. Depuis, les rails sont démontés et revendus au poids. En 2007 la quasi-totalité des voies avait été retirée et les rues regoudronnées.

### Trains

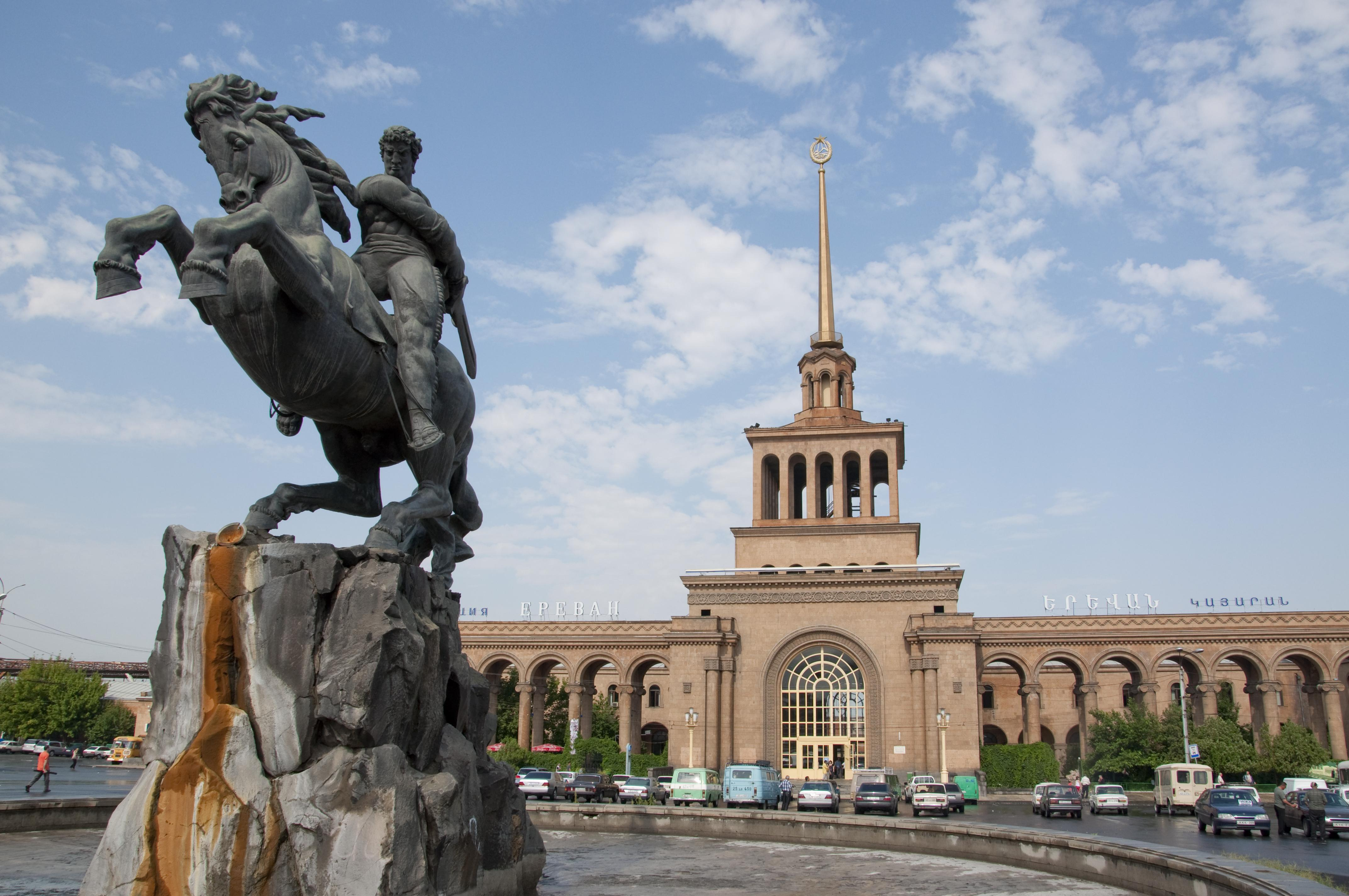
Gare centrale d'Erevan.

Erevan ne dispose que de sa seule gare centrale (certaines gares de banlieue ne sont plus utilisées depuis 1990). D'architecture typiquement soviétique — avec sa longue pointe sur le toit du bâtiment, surmontée des symboles du communisme : étoile, faucille et marteau – elle est loin d'être aux normes occidentales et depuis les fermetures des frontières turque et azerbaïdjannaise il n'y passe plus que quatre trains régionaux par jour et un train international tous les jours à 14h10 à destination de la Géorgie voisine.
Pour une somme allant de 9 000 à 18 000 drams il est par exemple possible d'aller en 16 h vers la capitale géorgienne, Tbilissi. Ce train continue ensuite à destination de la station balnéaire de Batoumi sur les bords de la mer Noire.
Côté iranien, comme la ligne de chemin de fer traverse le Nakhitchevan azerbaïdjanais, les trains vers le sud s'arrêtent à Ararat. Un projet de construction d'une nouvelle ligne qui relierait directement les deux pays est à l'étude.
La gare est connectée au métro via la station Sasuntsi David.

### Téléphérique
Un téléphérique reliait le centre-ville d'Erevan au quartier résidentiel de Nork, dans le district de Nork-Marach jusqu'en 2004. Au début du mois d'avril de cette année-là, une cabine se décroche et fait une chute de 17 mètres, tuant cinq des sept passagers. 500 personnes empruntaient le téléphérique quotidiennement.
Depuis l'accident une partie des câbles a été décrochée et l'installation laissée à l'abandon. Déjà déficitaire avant l'accident, le téléphérique cherche des financiers pour reprendre du service.

### Transports aériens

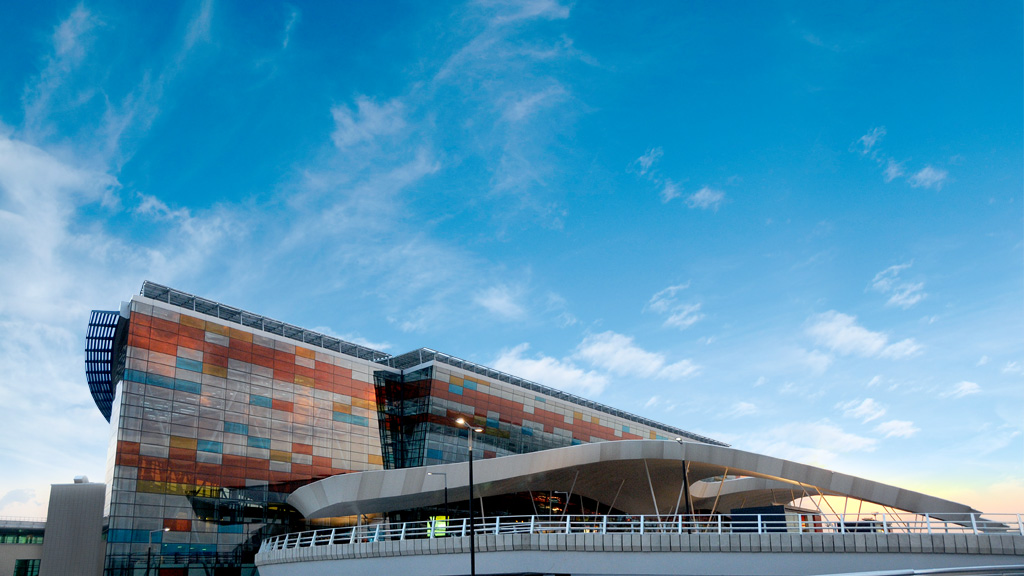
Aéroport international Zvartnots

L'aéroport international Zvartnots se situe à 12 kilomètres à l'ouest du centre-ville. C'est le premier aéroport du pays et le hub de la compagnie Armavia.
Inauguré en 1961 sous l'ère soviétique, l'aéroport est une première fois restauré en 1985, puis une deuxième fois en 2002 afin de tenter de s'adapter aux normes internationales. Depuis, la construction d'un nouveau terminal a débuté et la première phase des travaux s'est terminée en septembre 2006 avec l'ouverture de la zone d'arrivées. Une deuxième section consacrée au hall d'embarquement a été inaugurée en mai 2007.
Des vols sont assurés vers des dizaines de pays dont la France, la Russie, l'Allemagne, le Royaume-Uni, l'Autriche, les Pays-Bas, la République tchèque, l'Ukraine, Israël, le Liban, la Turquie, etc..
Erevan dispose d'un deuxième aéroport, celui d'Erebouni. Depuis l'indépendance du pays en 1991, les vols commerciaux sont abandonnés au profit de vols privés. L'armée de l'air y a également installé sa base et ce sont 18 MIG 29 qui sont stationnés sur le tarmac d'Erebouni.

## Enseignement
En tant que capitale d'État, Erevan rassemble le plus grand nombre de centres d'enseignement du pays. On y trouve 27 collèges et 12 écoles d'art administrés par le ministère de l'Éducation.
Les plus grandes universités d'Arménie, publiques ou privées, sont établies à Erevan. Elles attirent énormément d'étudiants étrangers, notamment en provenance d'Inde, grâce à des prix très compétitifs et à un enseignement de la médecine en langue anglaise.

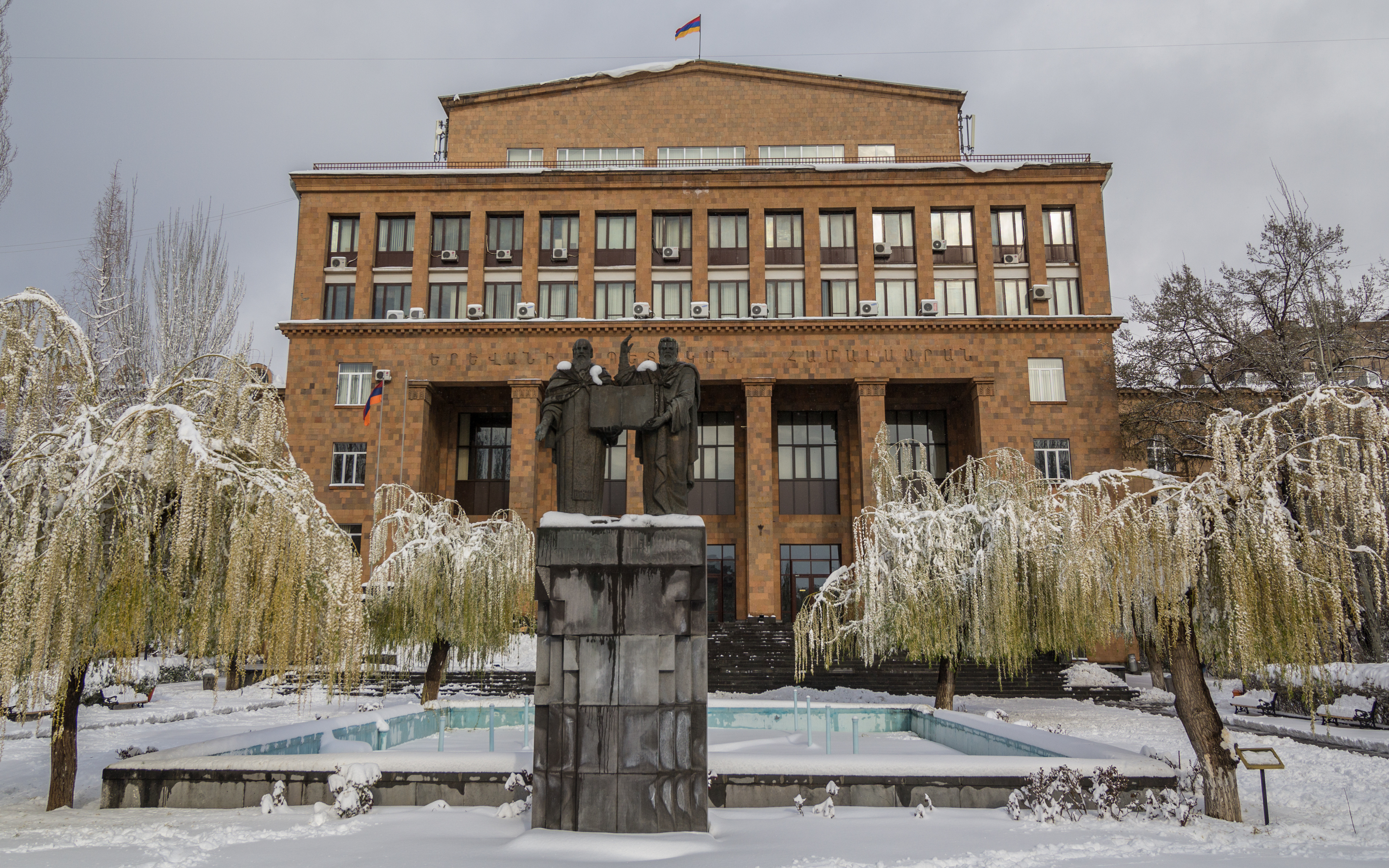
Façade de l'Université d'État d'Erevan

Les plus anciennes universités d'Erevan datent de la première république (1918-1920) :
- L'Université d'État d'Erevan (Ե.Պ.Հ. - YSU) ouvre le 16 mai 1919 et accueille aujourd'hui 13 000 étudiants[104].
- En 1921, juste avant la soviétisation du pays, ouvre le Conservatoire d'État de musique[105].

L'ouverture des universités soviétiques se fait durant les années 1930 :
- L'Université d'État de médecine (Ե.Պ.Բ.Հ. - YSMU)[106] en 1930.
- L'Université d'État d'ingénierie[107] en 1933 (10 000 étudiants).
- L'Université d'État de langues[108] en 1935.

Des universités étrangères ont également ouvert leurs portes depuis l'indépendance :
- L'Université américaine d'Arménie (Հայաստանի Ամերիյան Համալսարան)[109], qui a ouvert l'année même de l'indépendance du pays en 1991.
- L'Université d'État arméno-russe (Հ.Ռ.Հ. - RAU), qui accueille 1 600 étudiants bilingues depuis 1997.
- L'Université française en Arménie (UFAR)[110], qui a ouvert ses portes en 2000.

## Culture et loisirs

### Musées et bibliothèques

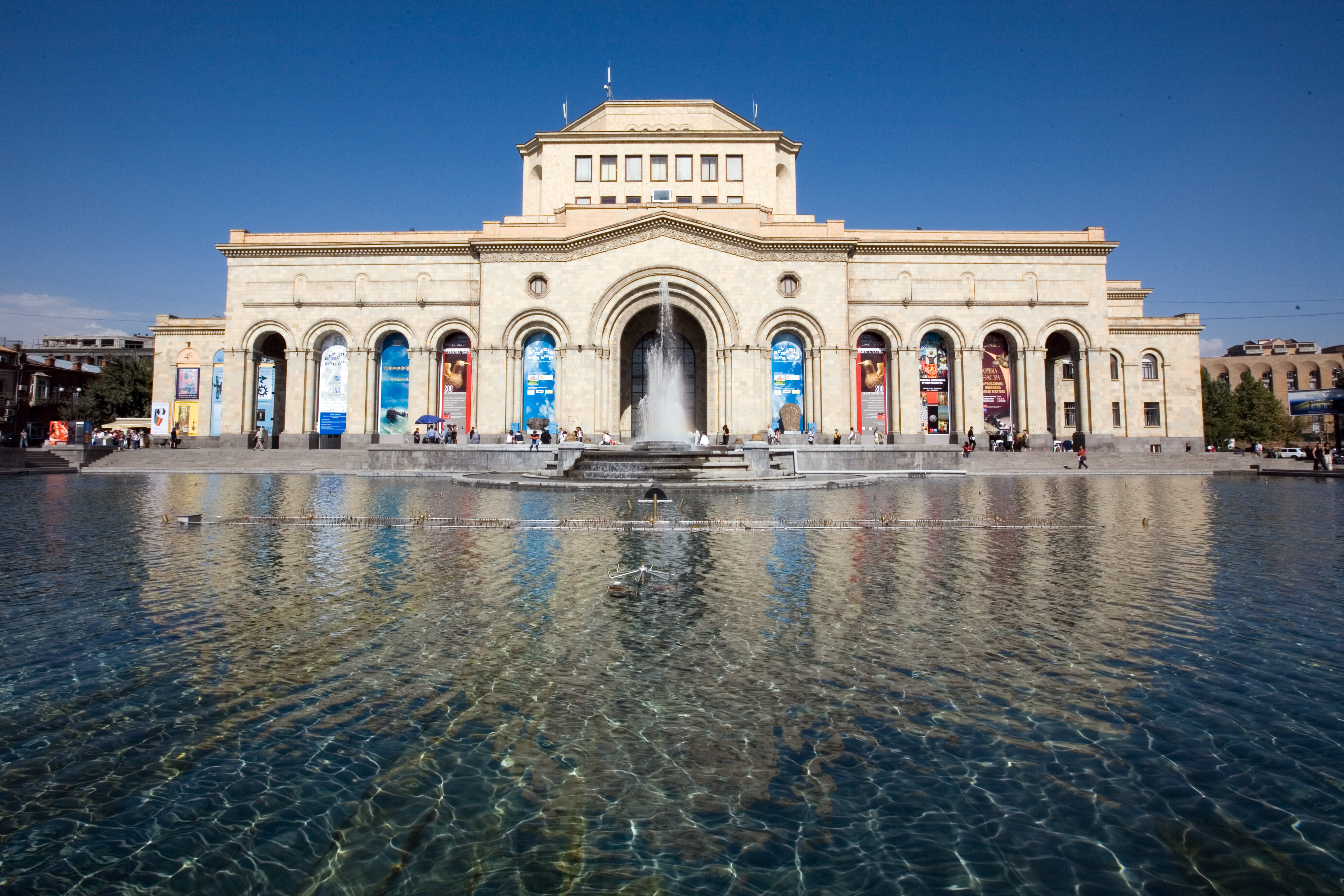
Galerie nationale d'Arménie

Le principal musée d'Erevan est la Galerie nationale d'Arménie qui a été construite en 1921. Elle est intégrée au musée d'Histoire d'Arménie. En plus de posséder une exposition permanente riche d'œuvres de peintres aussi célèbres qu'Aivazovsky, Kandinsky, Chagall, Rousseau, Monticelli ou Eugène Boudin, elle reçoit fréquemment des expositions temporaires, telle que celle de Yann Arthus-Bertrand en 2005, l'exposition Italie-Arménie en 2005 ou encore celle organisée à l'occasion de l'année de l'Arménie en France en octobre 2006.
Le musée du génocide arménien, plus important pour le symbole que pour la taille de son exposition, se situe au pied du Tsitsernakaberd. On y trouve de nombreux témoignages, textes et photos d'époque.
Le Matenadaran est une bibliothèque-musée regroupant 17 000 manuscrits anciens et plusieurs bibles du Moyen Âge. Il est situé dans le centre de la ville, en haut de l'avenue Mesrop-Machtots. En 2007, à l'occasion de l'année de l'Arménie en France, le Matenadaran a prêté de nombreux manuscrits au musée du Louvre pour son exposition Armenia Sacra.
Surplombant la rivière Hrazdan, le musée Paradjanov, qui a été complètement restauré en 2002, présente 250 œuvres, documents et photos du réalisateur et peintre arménien. Son conservateur est le photographe et historien Zaven Sargsyan.
Enfin, Erevan compte d'autres musées, comme le musée du Moyen-Orient, le musée d'art ancien et le musée de la ville d'Erevan, ou encore le musée Erebouni.

### Cinémas, théâtres, opéra et salles de concerts

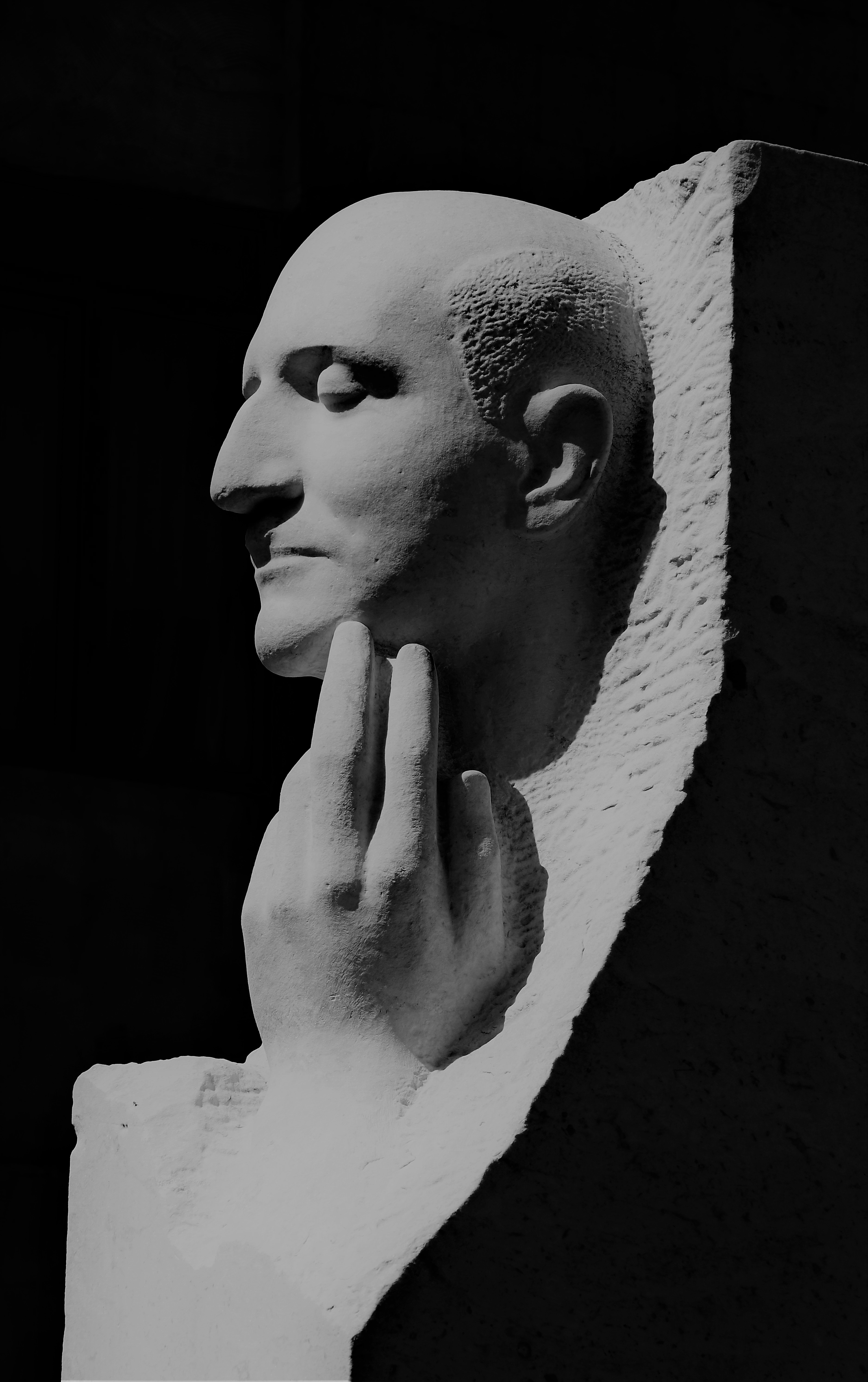
La statue de Alexandre Spendarian, devant l'école de musique qui porte son nom à Erevan. Septembre 2021.

La ville d'Erevan comprend plusieurs salles de cinéma dont le célèbre cinéma Moskva. La plupart des succès mondiaux y sortent en salle en même temps qu'ailleurs. Parler le russe est une condition indispensable pour aller au cinéma à Erevan dans la mesure où tous les films projetés sont doublés dans cette langue.
Depuis 2004 le cinéma Moskva reçoit chaque année le Festival international du film Golden Apricot. La dernière édition présidée par Atom Egoyan s'y est tenue du 9 au 14 juillet 2007 et a décerné l'Abricot d'or au film Import/Export du réalisateur autrichien Ulrich Seidl.
Le bâtiment de l'opéra d'Erevan abrite d'une part la salle de concert Aram Khatchatourian et d'autre part le théâtre national d'opéra et de ballet Alexandre Spendiarian. De nombreux théâtres de qualité permettent d'assister à une multitude de pièces diverses et les quelques salles de spectacle dont le grand Hamalir offrent parfois quelques concerts même si la douceur des étés arméniens permet l'organisation de l'essentiel des concerts en extérieur.
Le théâtre dramatique azerbaïdjanais d'Erevan a été en activité de 1928 à 1988.

### Loisirs

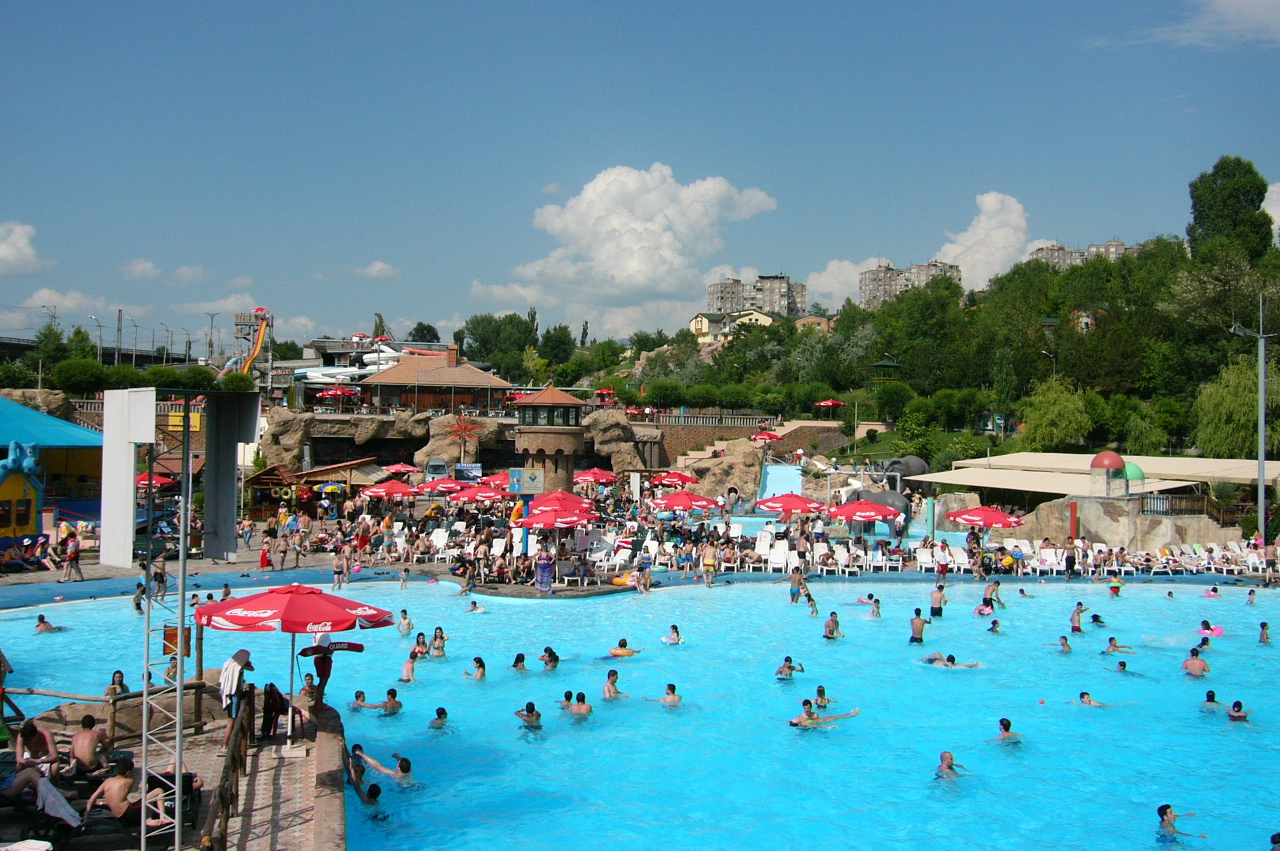
Waterworld

Le zoo d'Erevan a été fondé en 1940. Après avoir traversé la très difficile crise des années 1990, il retrouve aujourd'hui une meilleure santé économique. L'entrée à moins d'un euro permet de voir des éléphants, des aigles, des ours, des chameaux et 260 autres espèces.
Waterworld est un parc d'attraction aquatique situé sur les hauteurs de la ville. Il comprend plusieurs piscines, une dizaine de toboggans, des bars et des restaurants. Le parc fermait d'octobre à mai, mais la construction à partir de 2003 d'Aquatek, une partie couverte avec jacuzzis, piscines, bains turcs, salles de fitness, restaurants et hôtel, permet depuis son ouverture en octobre 2007 un accueil des clients tout au long de l'année.
Quelques kilomètres plus loin, sur la route du lac Sevan, lieu privilégié de week-end pour les Érévanais, un deuxième parc d'attractions, Play City a vu le jour. Il comprend une piste de karting, un bowling, un cinéma, un paintball et des salles de jeux vidéo.

### Tourisme
Depuis cinq ans le tourisme en Arménie se développe un peu plus chaque année et profite en premier lieu à Erevan qui rassemble à elle seule la majorité des hôtels, restaurants, bars et boîtes de nuit du pays. La municipalité s'adapte en faisant de nombreux travaux d'aménagement et de son côté, l'aéroport d'Erevan a subi de nombreux changements et la nouvelle aérogare, déjà en partie ouverte depuis 2006, a été complètement achevée en 2011.

### Sports
Le sport le plus pratiqué dans la capitale est le football. Erevan possède sept clubs de football, dont cinq en première division et les deux autres en deuxième. Le premier club de la capitale, le Pyunik Erevan a déjà emporté onze fois le championnat d'Arménie, créé en 1992.
| Club             | Stade                |
| ---------------- | -------------------- |
| Ararat Erevan    | Stade Hrazdan        |
| Banants Erevan   | Stade Naïri          |
| Kilikia Erevan   | Stade Hrazdan        |
| Uliss Erevan     | Stade Kasakhi Marzik |
| Mika Ashtarak    | Stade Mika           |
| Pyunik Erevan    | Stade Hanrapetakan   |
| Erevan United FC | Stade Hanrapetakan   |

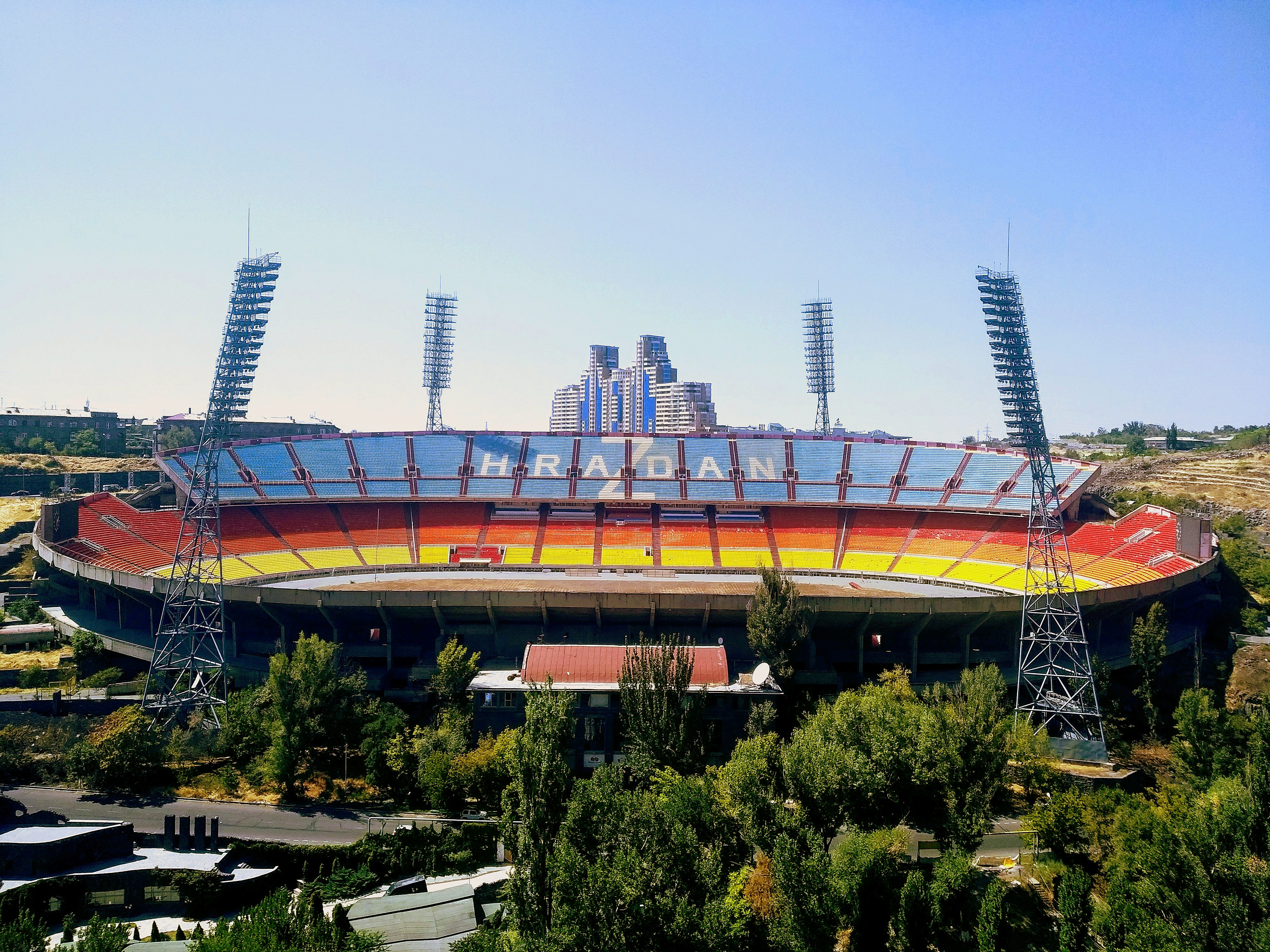
Stade Hrazdan

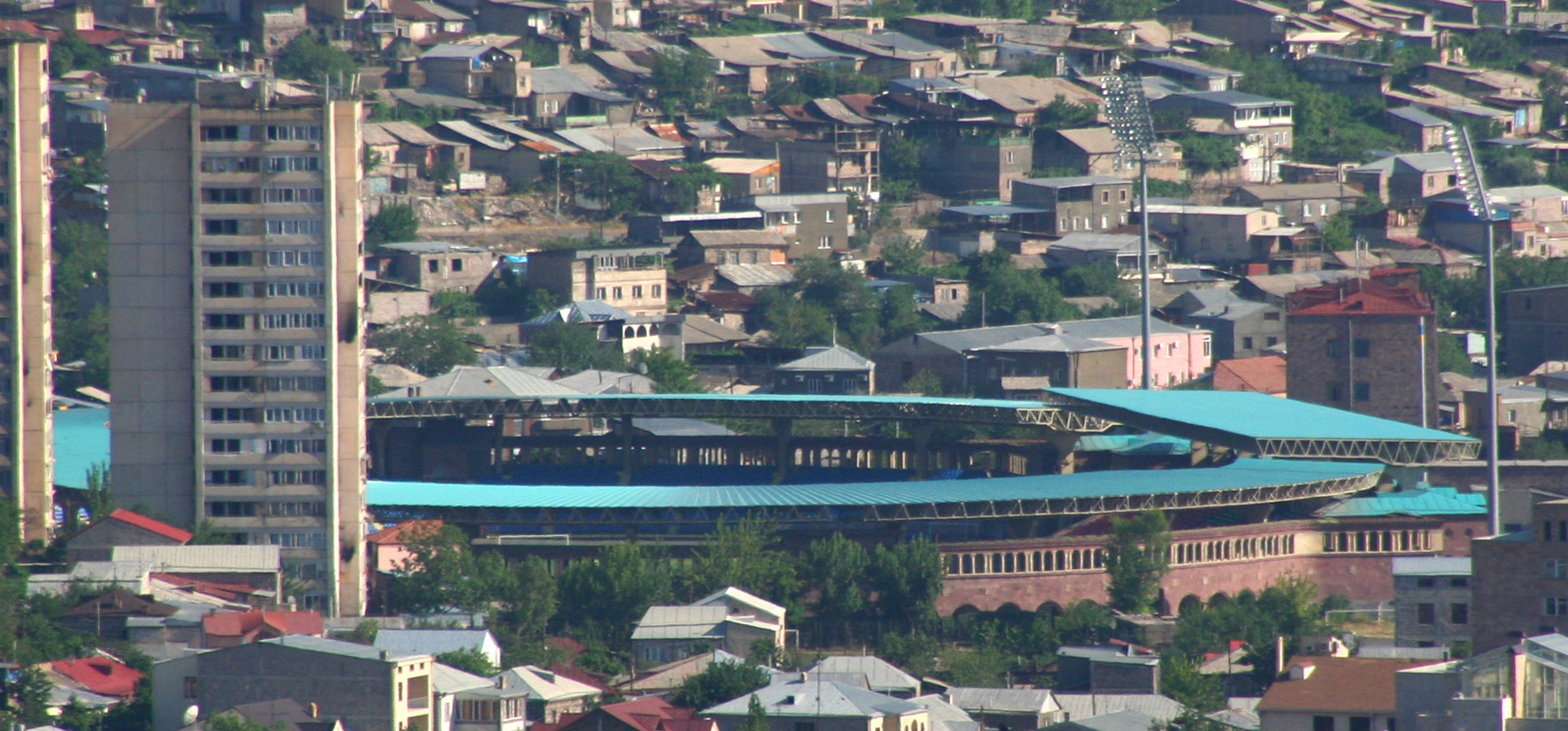
Stade Républicain Vazgen-Sargsian

Erevan héberge cinq grands stades, le stade Naïri, le stade Kasakhi Marzik, le stade Mika, le stade de la République et le principal, le Stade Hrazdan. Il tire son nom du cours d'eau voisin, le Hrazdan. Le stade comprend aussi un complexe sportif composé de salles d'entraînement de boxe et karaté, de terrains de basket-ball et de tennis.
L'Arménie est depuis longtemps dans le haut du tableau dans le domaine du jeu d'échecs. Les bureaux de la fédération arménienne des échecs se trouvent dans le Kentron à Erevan et il existe de nombreux clubs à travers la ville. En 1996, malgré la sévère crise économique, Erevan accueille la 32e olympiade d'échecs. Les quatre Érévanais de l'équipe d'échecs d'Arménie – Levon Aronian, Vladimir Akopian, Gabriel Sargissian et Tigran Petrossian – remportent les championnats du monde à Turin en 2006 et parviennent à conserver leur titre en 2008 à Dresde.
En plus des échecs, Erevan a été la ville hôte des championnats du monde de lutte gréco-romaine de 2010, regroupant dans l'ordre de leurs classements, l'Iran, la Turquie, l'Arménie, la Russie, la Géorgie, Cuba, la Hongrie, et la Scandinavie. 
En 2025, la ville accueille les championnats d'Europe de karaté.

## Jumelages et partenariats
Erevan est jumelée ou en partenariat avec respectivement 16 et 13 villes dans le monde.
| Ville | Ville                         | Pays | Pays        | Période                     |
| ----- | ----------------------------- | ---- | ----------- | --------------------------- |
|       | 5e arrondissement de Budapest |      | Hongrie     |                             |
|       | Amman                         |      | Jordanie    | depuis 2014                 |
|       | Antananarivo                  |      | Madagascar  | depuis 1981                 |
|       | Astana                        |      | Kazakhstan  | depuis le 15 avril 2024     |
|       | Athènes                       |      | Grèce       | depuis 1993                 |
|       | Beyrouth                      |      | Liban       | depuis 1997                 |
|       | Bratislava,                   |      | Slovaquie   | depuis le 28 avril 2000     |
|       | Buenos Aires                  |      | Argentine   | depuis 2000                 |
|       | Cambridge                     |      | États-Unis  | depuis 1987                 |
|       | Carrare                       |      | Italie      | depuis 1965                 |
|       | Chișinău                      |      | Moldavie    | depuis 2005                 |
|       | Damas                         |      | Syrie       | depuis 1997                 |
|       | Delhi                         |      | Inde        | depuis 2008                 |
|       | Florence                      |      | Italie      |                             |
|       | Ispahan                       |      | Iran        | depuis 1995                 |
|       | Kaliningrad                   |      | Russie      | depuis novembre 2009        |
|       | Khanty-Mansiïsk               |      | Russie      | depuis 2014                 |
|       | Kiev,                         |      | Ukraine     | depuis le 14 septembre 1995 |
|       | Krasnodar                     |      | Russie      | depuis le 10 octobre 2014   |
|       | Los Angeles                   |      | États-Unis  | depuis 2007                 |
|       | Lyon                          |      | France      | depuis 1993                 |
|       | Marseille                     |      | France      | depuis 1992                 |
|       | Minsk                         |      | Biélorussie | depuis juin 2002            |
|       | Montréal                      |      | Canada      | depuis 1998                 |
|       | Moscou                        |      | Russie      | depuis 1995                 |
|       | New Delhi                     |      | Inde        |                             |
|       | Nice                          |      | France      | depuis 2007                 |
|       | Novossibirsk                  |      | Russie      | depuis 2014                 |
|       | Odessa                        |      | Ukraine     | depuis le 29 novembre 1995  |
|       | Podgorica                     |      | Monténégro  | depuis 1974                 |
|       | Riga                          |      | Lettonie    | depuis 2013                 |
|       | Rio de Janeiro                |      | Brésil      | depuis février 2007         |
|       | Rostov-sur-le-Don             |      | Russie      |                             |
|       | Saint-Pétersbourg             |      | Russie      | depuis le 19 juin 1997      |
|       | Shanghai                      |      | Chine       | depuis 2009                 |
|       | Sofia                         |      | Bulgarie    | depuis 2008                 |
|       | Stavropol                     |      | Russie      | depuis 2013                 |
|       | São Paulo,                    |      | Brésil      | depuis le 8 mai 2002        |
|       | Tallinn                       |      | Estonie     | depuis 2015                 |
|       | Tbilissi,                     |      | Géorgie     | depuis le 4 juin 1996       |
|       | Téhéran                       |      | Iran        | depuis 2023                 |
|       | Venise                        |      | Italie      | depuis 2011                 |
|       | Volgograd,                    |      | Russie      | depuis le 9 octobre 2015    |

## Personnalités
- Serge Avédikian (1955-), acteur et comédien français.
- Serge Avédissian (1964-2000), athlète français.
- Marine Galstyan (1980-), actrice de théâtre et de télévision.
- Razmik Papikyan (1999-), lutteur arménien, y est né.

## Erevan dans l'art et la littérature
- La nouvelle de Laurent Mantese « L'Apostolat sanglant d'Oscar Theodor Plumcket » (Contes des nuits de sang, Malpertuis, 2011) a pour cadre Erevan et se déroule durant les mois de février et mars 1988. L'histoire de la ville est évoquée en filigrane et plusieurs lieux de la cité sont explicitement décrits.
- La chanson Electric Yerevan de Serj Tankian, sortie en 2021, porte sur les manifestations portant le même nom ayant eu lieu en Arménie, au printemps 2015 durant lesquelles le peuple s'opposait à une augmentation du prix de l'électricité.
- La peinture de Pavel Kouznetsov La Construction d’Erevan représente la phase de développement de la ville au début du XXe siècle.

## Vues d'Erevan

Vues anciennes
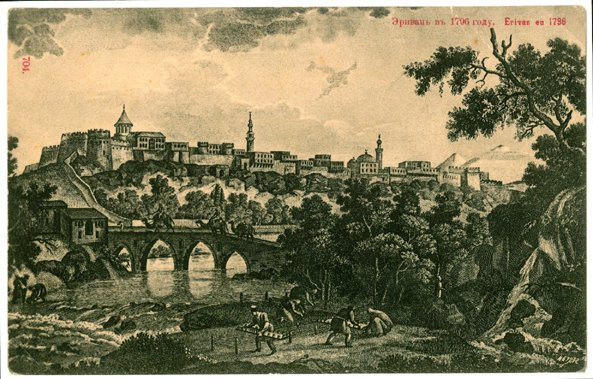
Erevan, 1796
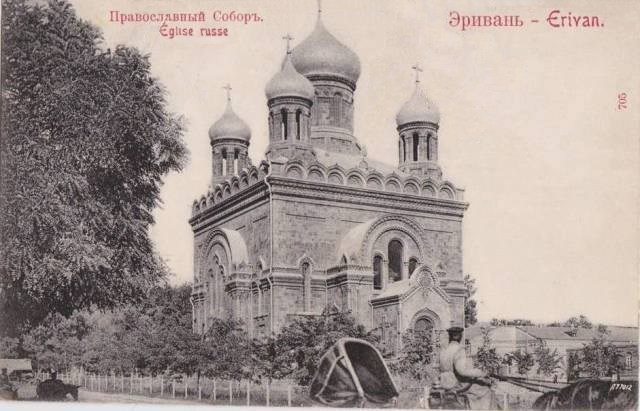
L'église russe orthodoxe d'Erevan
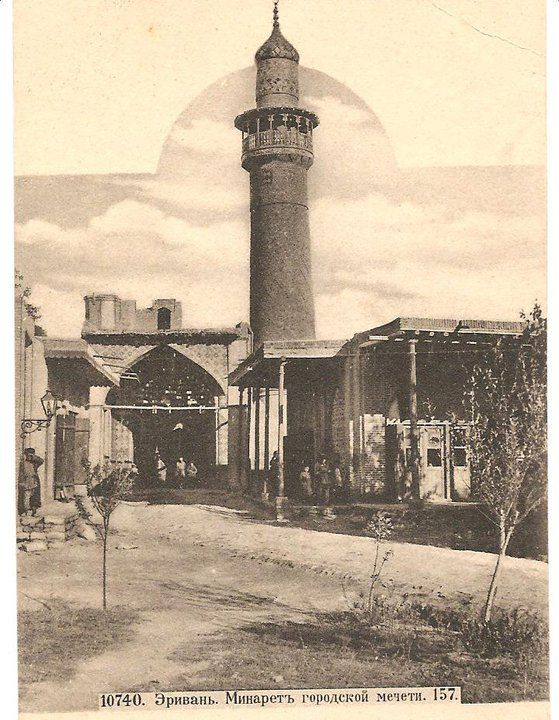
Minaret
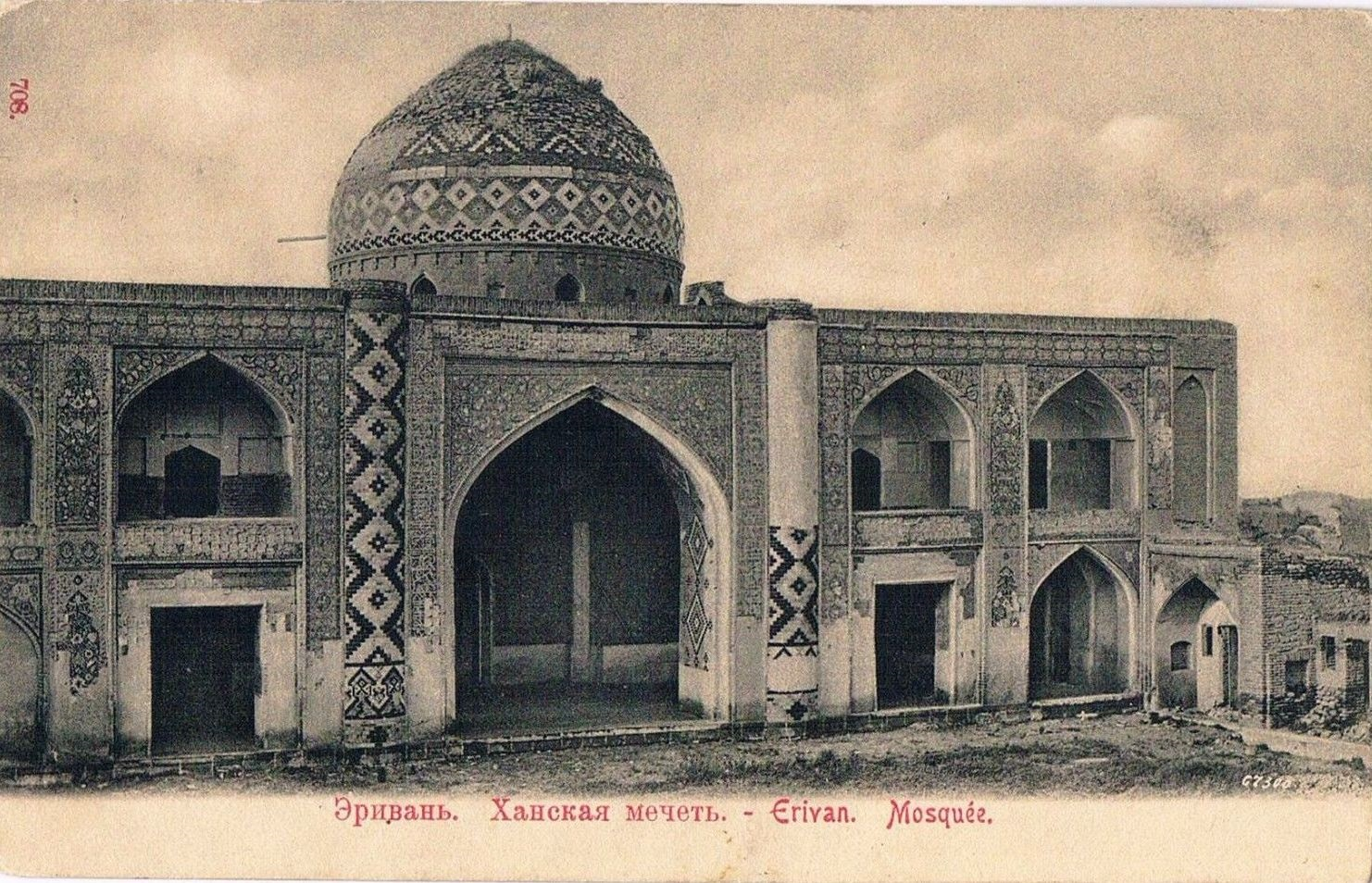
Gök-Jami (La mosquée bleue)

Vues modernes
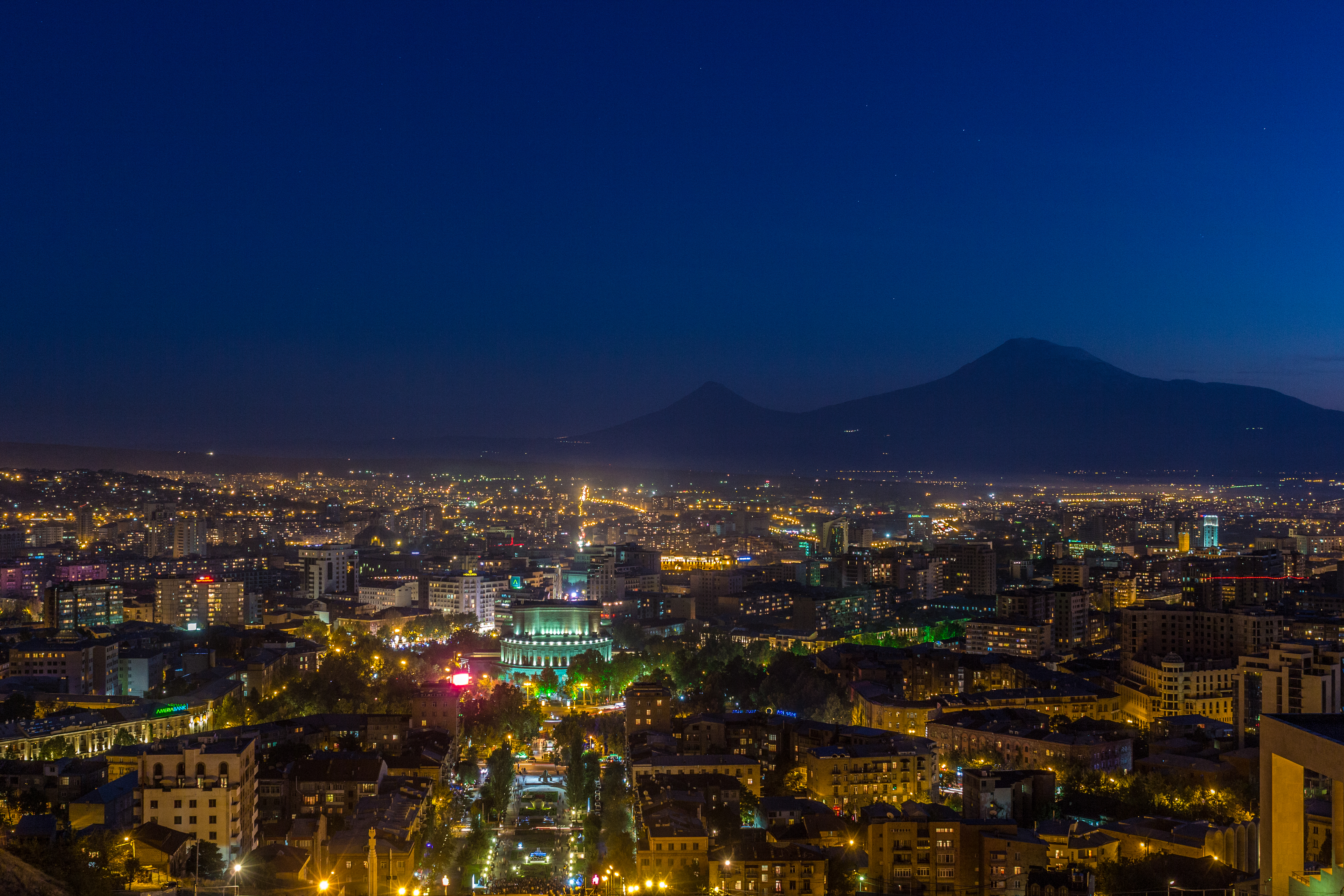
Erevan, dominée par le mont Ararat.
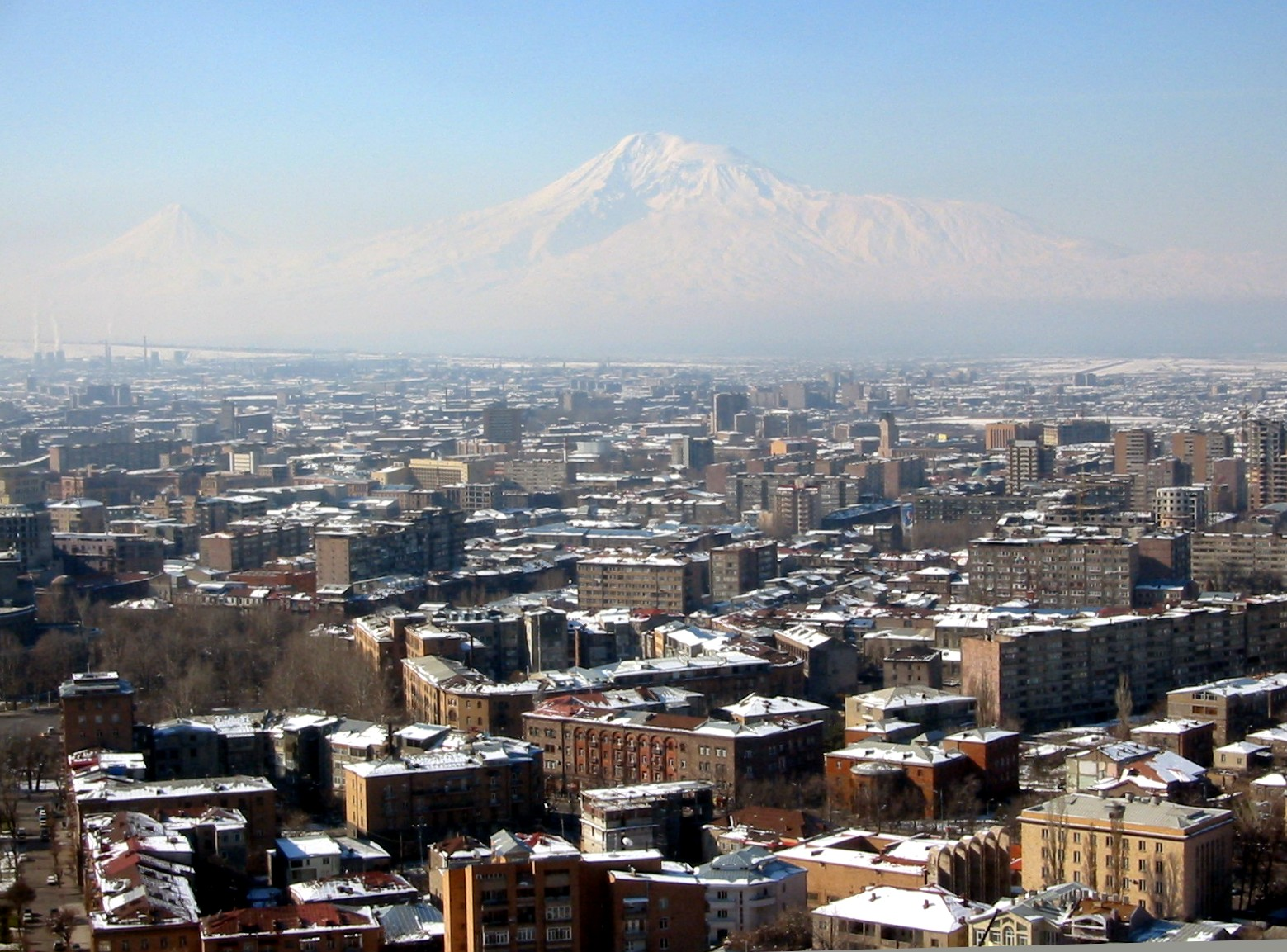
Erevan et le mont Ararat.
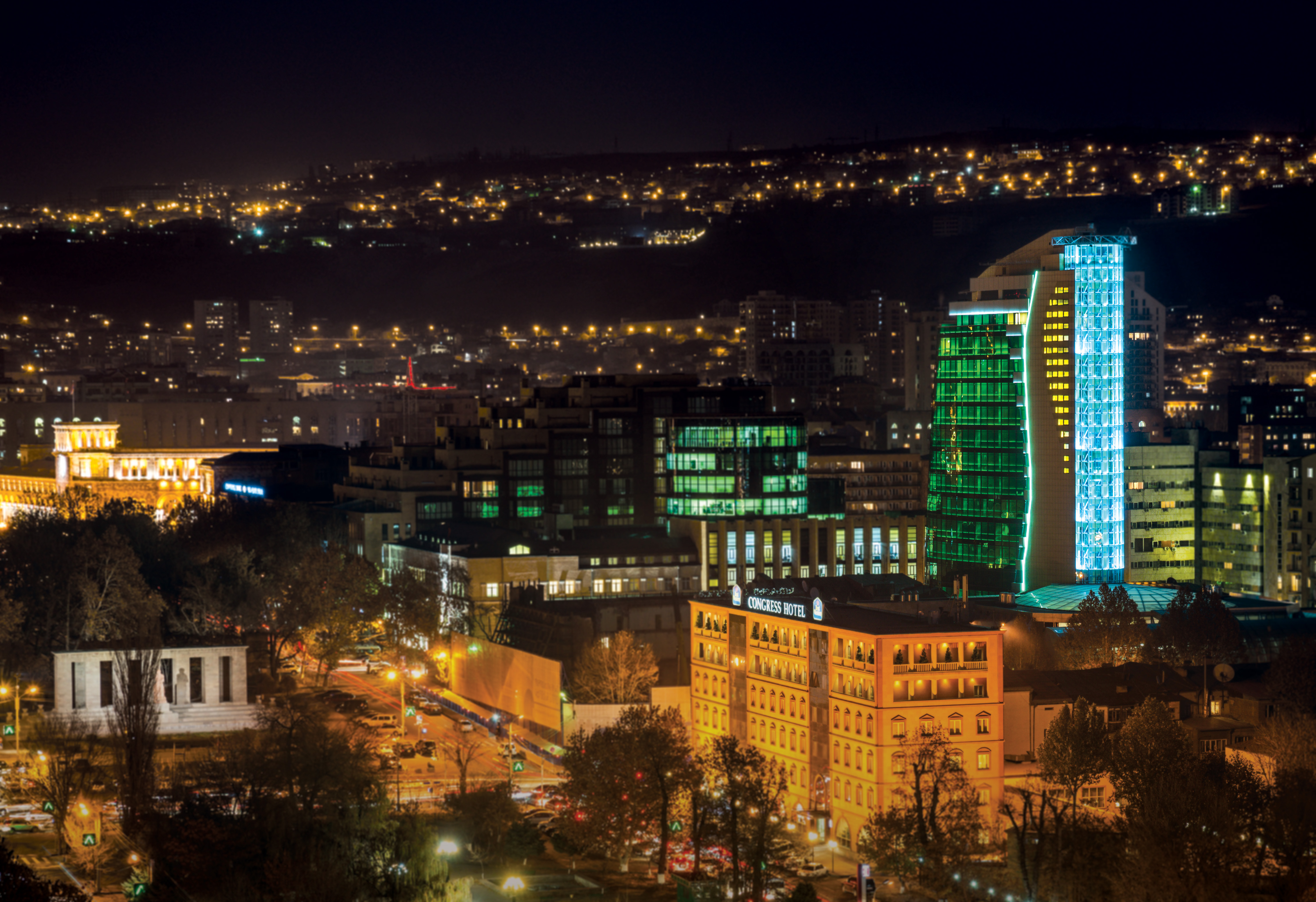
Centre d'Erevan.
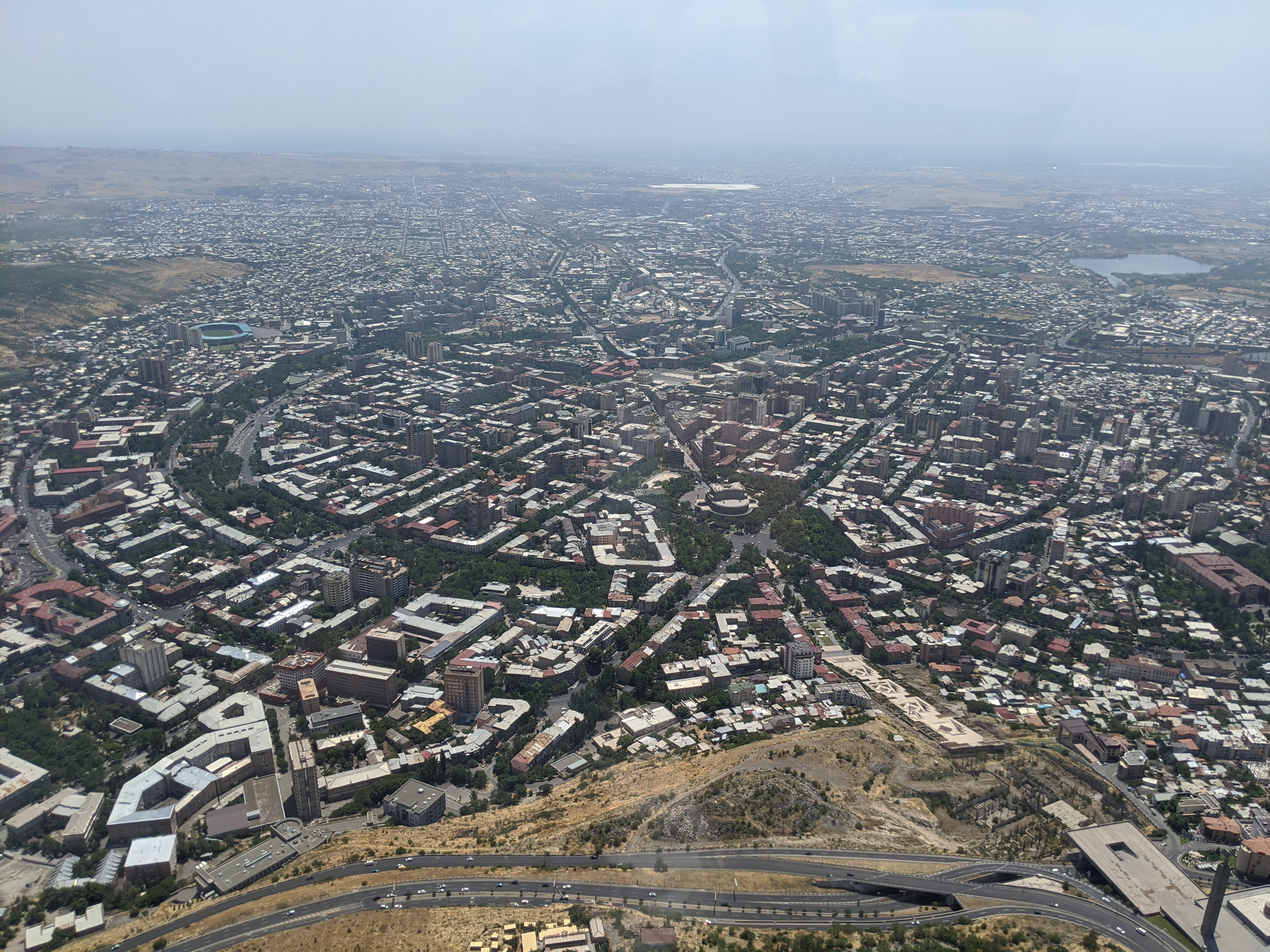
Centre d'Erevan.

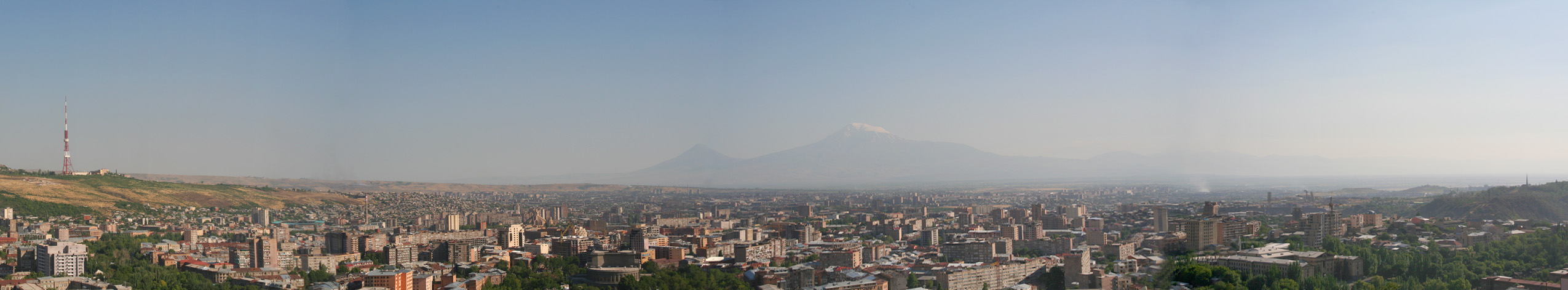
Panorama d'Erevan depuis le haut de la Cascade, avec le mont Ararat au fond